# 国鉄C12形蒸気機関車
国鉄C12形蒸気機関車（こくてつC12がたじょうききかんしゃ）は、日本国有鉄道（国鉄）の前身である鉄道省が製造した、過熱式のタンク式蒸気機関車（タンク機関車）である。
軸重制限の厳しい簡易線用の小型軽量な機関車として設計され、本形式とテンダー式のC56形が並行して生産された。

## 導入の経緯
昭和時代に入り主要幹線の整備が一通り終わると、大きな需要の見込めない閑散支線の建設が進められた。しかし折からの経済恐慌が深刻化し、建設費を低く抑えるため簡易線が数多く建設された。このような路線には軸重が軽く、運転コストの低い新形の小型機関車が要求されたため、C12形が製造されることになった。
鉄道院・鉄道省の鉄道路線は1900年（明治33年）の逓信省令による『鉄道建設規程』制定以降、路線の規格はすべて同一であったが、その後輸送量の増加、鉄道の電化、鉄道網の発達、列車速度の向上に対応しつつ合理化を図るため、輸送上の重要程度に応じた線路等級を定めて適切な施設の規格を定めた1929年（昭和4年）改定の鉄道省令による『国有鉄道建設規程』により、主要幹線その他重要な路線を「甲線」、地方線およびこれに準じた路線を「丙線」、両者の中間程度の路線を「乙線」とし、特に主要な線区を甲線のうちの「特に主要なる線路」としている。さらに、1932年（昭和7年）に『国有鉄道簡易線建設規程』が制定されて「簡易線」が設定されており、この簡易線は運転に関しても同時に制定された『国有鉄道簡易線運転規程』に基づき行われることとなり、これらの規程の制定とともに『鉄道省告示第376号』により全国で既存66の路線・区間が簡易線に設定されている。
この簡易線は関東大震災や昭和恐慌に伴う財政圧迫の中でも少ない予算で多くの路線を建設する目的で、輸送量の少ない路線について、線路規格(勾配、曲線半径、停車場有効長、構造等)、信号設備、駅・停車場等の営業設備の簡易化による建設費の低下と、営業方の簡易化による営業費の減少を図ったものである。この中で機関車に関連して以下の条文その他の規程がなされている。
- 軌道の負担力は最大軸重11 t・最少軸距1,500 mmの機関車が重連で牽引して直線で45 km/hで運転することに耐えるものとする（建設規程第六条）
- 機関車の車輪一対の軌条に対する圧力は停車中において11 t以下とする（建設規程第二十条）
- 列車は45 km/hを超える速度で運転してはならない、ただし、軌道・橋梁に影響を与えない場合は65 km/hまで可能（気動車の運転を考慮）（運転規程第十一条）

しかし、タンク機関車は特殊用途を除き、1930年（昭和5年）以降のC10形製造までの21年間新製されておらず、それまでの機関車は老朽化が進んでいたため、その中でも軸重11 tを下回る機関車は230形や私鉄買収機の一部などごくわずかという状況であった。
そういった状況の中、C10形をベースとして、「旅客用タンク機関車」のC11形と並行して設計された簡易線用の「旅客貨物用タンク機関車」がC12形であり、少し遅れてC12形をテンダー式機関車とした「旅客貨物用テンダー機関車」C56形が計画されている。
本形式は軸重を始め簡易線での運用に対応した仕様となっているほか、タンク式の本形式とテンダー式のC56形と共通設計となっていることと、ボイラーへの溶接工法の拡大や台枠への大型鋳鋼部品の採用などの新技術の導入が特徴となっている。タンク式の機関車とテンダー式の機関車を多くの部品を共通化した標準設計とした事例は日本鉄道のDb3/6形（鉄道省3800形）とDbt2/4形（5830形）、山陽鉄道の28形（3380形）と27形（8500形）に事例が見られ、国外においてはドイツ国営鉄道の64形（タンク式・車軸配置1C1）と24形（テンダー式・車軸配置1C）およびイギリス国鉄2形テンダー機と2形タンク機に事例がみられるものであり、本形式とC56形の場合、基本寸法が共通であるほか、ボイラー、シリンダー、ロッド類、弁装置、動輪などに同一部品を使用していた。

## 概要

### ボイラー
火室は深く設計され焚火しやすく、C12 38以降は、アーチ管を増設して伝熱面積を増加し、蒸発量を増やす改良が行なわれている。また、給水はインジェクタにより、給水ポンプや給水加熱器は装備していない。
第1ロットのC12 1 - 37のボイラーは火格子面積は1.30 m2、第2缶胴内径はC11形より160 mm小さい1200 mm、煙管長はC11形と同じ3200 mm、全伝熱面積73.3 m3、過熱面積19.8 m2、全蒸発伝熱面積53.5 m2、使用圧力14.0 m2である。大煙管は4列、6列、6列の3段計16本の配置となっており、過熱面積・全伝熱面積比はC10形と同様の約0.27、缶水容量は2.9 m3、ボイラー中心高はC10形と同じ2450 mmとなっているほか、缶胴の鋼板厚はC11形より2 mm薄い12 mmのものを使用している。
その後第2ロットのC12 38以降は、火室内に伝熱面積0.9 m3のアーチ管を設置して全伝熱面積74.2 m3、過熱面積19.8 m2、全蒸発伝熱面積54.4 m2となっている。アーチ管は設置改造を施工した9600形、C51形の実績をもとに本形式のような小形機にも設置されることとなったものである。
本形式のボイラーは溶接組立部分を長手継手部分に拡大したことが特徴となっている。C10形ではリベット組立であった外火室板と外火室後板との間をC11形では突合溶接としていた。さらに、本形式とC56形ではボイラ缶胴の長手（レール方向）継手を従来の当板を介したリベット接合から、新たに溶接での接合とし、当初は補強のため短冊形の当板を長手継手部分に隅肉溶接していた。しかし、のちにはこの当板はむしろ好ましくないとされ、数年後に廃止された。また、蒸気溜のフランジも溶接とされており、これらの溶接範囲の拡大は1933年（昭和8年）製以降のC11形にも適用され、さらに、これらの機関車の約10年の使用実績を基に1943年（昭和18年）から製造された貨物用大型機のD52形のボイラ缶胴の長手継手も溶接組立が採用されている。

### 走行装置
車軸配置は前進・後進ともに走行性能が良いと定評がある1C1（日本国鉄式）、2-6-2（ホワイト式）もしくは通称プレーリーもしくはダブル・エンダーと呼ばれる配列で、動輪は直径1400 mmのものを3軸装備して、直径860 mmの先輪もしくは従輪を有する1軸先台車および1軸従台車を装備している。軸距離は先輪 - 第1動輪間2450 mm、第1 - 第2 - 第3動輪間は各1900 mm、第3動輪間 - 従輪間2450 mmと、第2動輪を基準として前後対称になっているほか、先台車・従台車の横動量を左右各100 mmとするとともに、C10形・C11形と同じく第2動輪のフランジを6 mm薄くして曲線通過性能を確保している。各車軸のばね装置は第3動輪は下ばね式、その他は上ばね式であり、先輪と第1・第2動輪の左右の軸ばね群およびイコライザー、第3動輪と従輪の左右の軸ばね群およびイコライザーの計4点支持式である。また、先台車、従台車はともにLT125を装備しており、復元装置の方式はコロ式復元装置で心向棒の長さは1600 mmとなっている。
台枠は鋼板切抜式の棒台枠で、C50形やC58形などの中型機以上の機関車は厚さ90 mmの鋼板を使用しているが、本形式はC11形と同じ厚さ80 mmの鋼板を使用している。また、本形式は前台枠をボイラー台と一体の、同じく後台枠は後部水タンク台と一体のそれぞれ大型鋳鋼部品を新たに採用していることが特徴であり、大型鋳鋼製の前台枠はC55形以降の大型旅客用機関車やD52形に採用されている。
シリンダーは直径400 mm、行程610 mmで2120形の406 mm × 610 mmと同等となっており、C53形の中央シリンダと同じくピストン尻棒（先棒とも称する）を省略していることが特徴となっている。この方式はアメリカやイギリスの機体では一般的な方式で、一般的な日本の機体は鋳鋼製であったピストン体は、アメリカから輸入したC52形では鋳鋼製のピストン体本体の周囲を鋳鉄で鋳包みとしたものとしていたが、C53形ではピストン体本体を鋳鋼製、リムを鋳鉄製とした組立式、本形式ではピストン体全体を鋳鉄製としている。また、ピストン弁はC10形・C11形と同じ直径220 mmで、同じく自動バイパス弁を装備している。弁装置は一般的なワルシャート式であるが、加減リンクを大きくし最大弁行程を154 mmとして最大カットオフをC10形・C11形の78 %から83 %に拡大している。

### ブレーキ装置
ブレーキ装置は自動空気ブレーキ、手ブレーキを装備しており、台枠内第1・2動輪間の内側にブレーキシリンダ2基を搭載し、基礎ブレーキ装置は動輪3軸に作用する片押式の踏面ブレーキとなっている。制輪子は当初は制輪子が制輪子吊に直接取付けられる甲種のうち甲-5号を使用していたが、1933年（昭和8年）製造分から制輪子吊に制輪子ホルダーが付き、そこに制輪子を取付ける乙種のうち、乙-65号（制輪子ホルダーは5号）を使用するようになり、従来の機体も順次乙種を使用するように改造されている。
空気ブレーキ装置はアメリカのウェスティングハウス・エア・ブレーキが開発したET6を採用しており、この方式はH6自動ブレーキ弁、S6単独ブレーキ弁、6番分配弁、C6減圧弁、B6給気弁などで構成されるもので、その特徴は以下のとおりとなっている。
- 構造が簡単で取付および保守が容易。
- 非常ブレーキが使用可能。
- ブレーキ弁に連動して元空気ダメ圧力を2段階に設定可能。
- 後部 補助機関車（補機）もしくは無火回送時においても客車・貨車と同様にブレーキが作用する。

### その他
本形式は基本的には除煙板を装備していないが、C56形と同型のものを装備したC12 28, 75や、C11形と同型のものを装備したC12 198, 199など、除煙板を装備した車両も少数存在した。
本形式は増備中の設計変更事項は少なく、主要な変更事項は前述のアーチ管装備（C12 38以降）、制輪子の変更（1933年製造分以降）のほか、先輪および従輪のスポーク輪心からディスク輪心への変更（C12 276以降）のみとなっている。ボイラー上部の蒸気溜と砂箱の配置は並行して設計されて、同じ1932年（昭和7年）から製造されていたC11形では当初蒸気溜が前、砂箱が後ろであったものをC11 24以降これを前後逆の配置に変更しているが、本形式においては当初から砂箱が前、蒸気溜が後ろの配置となっている。

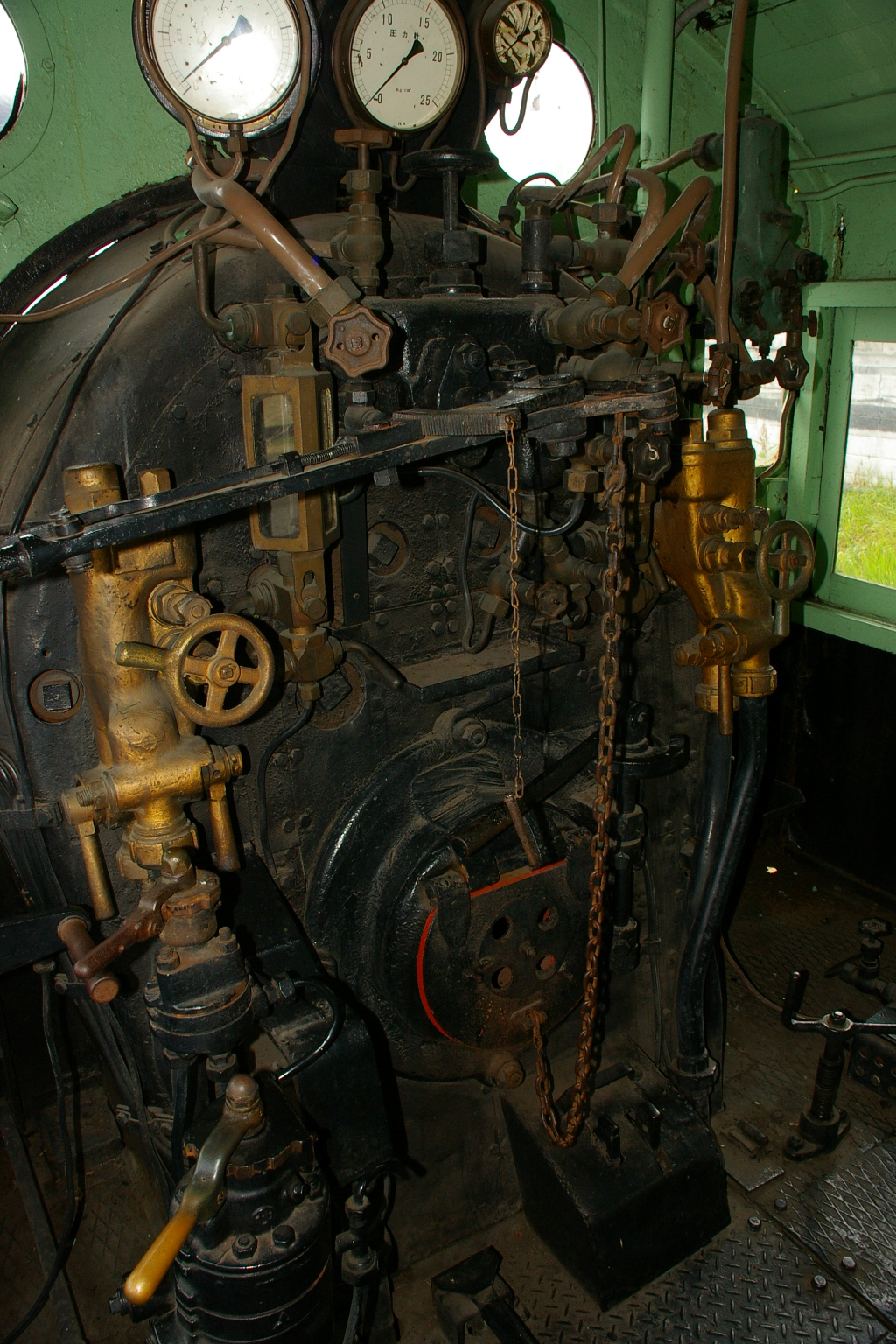
C12 6の運転室内ボイラー後部、2007年
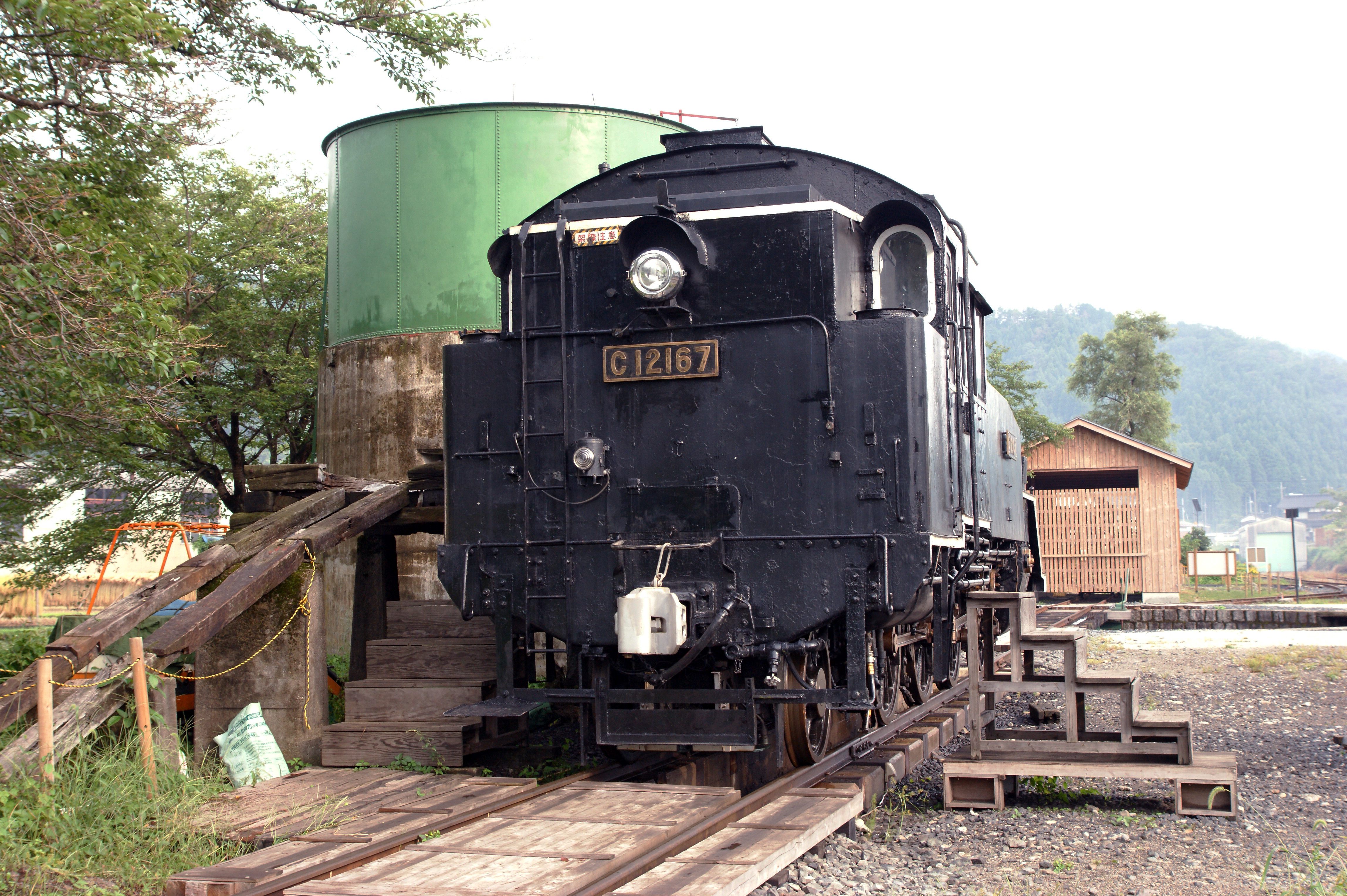
後方視界に配慮したC12形の後部、C12 167、若桜駅構内、2008年
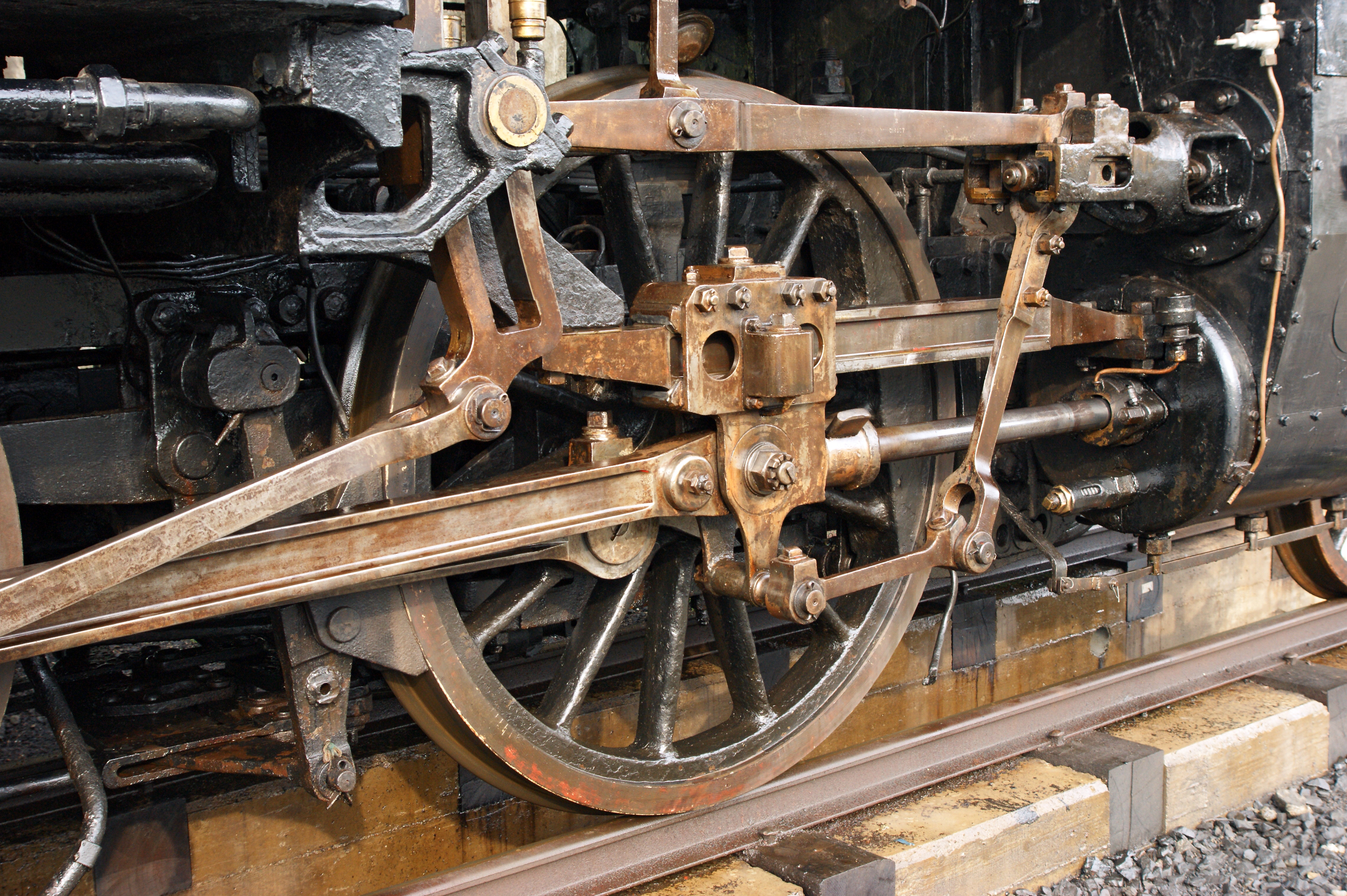
C12形の弁装置および第1動輪付近、C12 167、2008年

## 製造

### 鉄道省（国鉄）
鉄道省（国鉄）向けとしては1932年（昭和7年）から1940年（昭和15年）まで、および1947年（昭和22年）に計282両が製造されている。製造メーカーは川崎車輛、汽車製造会社、日立製作所、日本車輌製造、三菱重工業の5社である。第二次世界大戦後の1947年（昭和22年）、日本車輌製造では60両のうち、42両は未成で18両のみが竣工した一方で、鉄道省以外に納入されて戦時買収などにより鉄道省に引継がれ、C12形に編入された同形機が11両 (C12 265 - 275) あるため、最終番号はC12 293となっている。
製造年次ごとの番号と両数は次のとおり。
竣工年度・製造所ごとの番号、製番、両数は下表のとおり。
| C12形製造一覧 （上段：番号 下段 ( ) 内：メーカー製造番号、斜体字 は編入機） | C12形製造一覧 （上段：番号 下段 ( ) 内：メーカー製造番号、斜体字 は編入機） | C12形製造一覧 （上段：番号 下段 ( ) 内：メーカー製造番号、斜体字 は編入機） | C12形製造一覧 （上段：番号 下段 ( ) 内：メーカー製造番号、斜体字 は編入機） | C12形製造一覧 （上段：番号 下段 ( ) 内：メーカー製造番号、斜体字 は編入機） | C12形製造一覧 （上段：番号 下段 ( ) 内：メーカー製造番号、斜体字 は編入機） | C12形製造一覧 （上段：番号 下段 ( ) 内：メーカー製造番号、斜体字 は編入機） | C12形製造一覧 （上段：番号 下段 ( ) 内：メーカー製造番号、斜体字 は編入機） |
| 年度                                                                        | 日本車輌                                                                    | 川崎車輛                                                                    | 日立製作所                                                                  | 汽車製造                                                                    | 三菱造船所                                                                  | 合計                                                                        | 合計                                                                        |
| 年度                                                                        | 日本車輌                                                                    | 川崎車輛                                                                    | 日立製作所                                                                  | 汽車製造                                                                    | 三菱造船所                                                                  | 番号                                                                        | 両数                                                                        |
| --------------------------------------------------------------------------- | --------------------------------------------------------------------------- | --------------------------------------------------------------------------- | --------------------------------------------------------------------------- | --------------------------------------------------------------------------- | --------------------------------------------------------------------------- | --------------------------------------------------------------------------- | --------------------------------------------------------------------------- |
| 1932年度                                                                    | C12 32 - 34 (270 - 272)                                                     | C12 12-26 (1417 - 1431)                                                     | C12 27 - 31 (468 - 472)                                                     | C12 1 - 11 (1182 - 1192)                                                    | C12 35 - 37 (120 - 122)                                                     | C12 1 - 37                                                                  | 37両                                                                        |
| 1933年度                                                                    | C12 42 - 43 (286 - 287)                                                     | C12 46 - 53 (1488 - 1493)                                                   | C12 38 - 41, 66 - 68 (496 - 499, 517 - 519)                                 | C12 54 - 65 (1213 - 1224)                                                   | C12 44 - 45, 73 - 77 (129 - 130, 136 - 140)                                 | C12 38 - 68, 73 - 77                                                        | 36両                                                                        |
| 1934年度                                                                    | C12 69 - 72 (296 - 299)                                                     | C12 78 - 83 (1488 - 1493)                                                   | C12 90 - 94, 99 (567 - 571, 625)                                            | C12 84 - 89 (1248 - 1253)                                                   | C12 95 - 98 (151 - 154)                                                     | C12 69 - 72, 78 - 99                                                        | 26両                                                                        |
| 1935年度                                                                    | C12 100 - 102 (339 - 341)                                                   | C12 106, 114 - 127 (1610 - 1614, 1618 - 1627)                               | C12 110 - 113 (683 - 686)                                                   | C12 107 - 109 (1337 - 1339)                                                 | C12 103 - 105 (158 - 160)                                                   | C12 100 - 127                                                               | 28両                                                                        |
| 1936年度                                                                    | C12 139 - 143, 155 - 156 (470 - 474, 480 - 481)                             | C12 128 - 135, 144 - 147 (1689 - 1696, 1771-1774)                           | C12 136 - 138 (734 - 736)                                                   | C12 148 - 154 (1463 - 1469)                                                 |                                                                             | C12 128 - 156                                                               | 29両                                                                        |
| 1937年度                                                                    | C12 162 - 178 (482 - 485, 568 - 580)                                        |                                                                             |                                                                             | C12 157 - 161 (1485 - 1489)                                                 |                                                                             | C12 157 - 178                                                               | 22両                                                                        |
| 1938年度                                                                    | C12 179 - 204 (581 - 593, 649 - 661)                                        |                                                                             |                                                                             |                                                                             |                                                                             | C12 179 - 204                                                               | 26両                                                                        |
| 1939年度                                                                    | C12 205 - 234 (724 - 753)                                                   |                                                                             |                                                                             |                                                                             |                                                                             | C12 205 - 234                                                               | 30両                                                                        |
| 1940年度                                                                    |                                                                             |                                                                             | C12 235 - 264 (1262 - 1291)                                                 |                                                                             |                                                                             | C12 235 - 264                                                               | 30両                                                                        |
| 1941年度                                                                    | C12 267 - 270 (959, 968 - 970)                                              |                                                                             | C12 265 ( 1411)                                                             |                                                                             |                                                                             | C12 265, 267 - 270                                                          | 5両                                                                         |
| 1942年度                                                                    | C12 273, 274 - 275 (1068, 1070 - 1071)                                      |                                                                             | C12 271 - 272 (1556 - 1557)                                                 |                                                                             |                                                                             | C12 271 - 275                                                               | 5両                                                                         |
| 1943年度                                                                    |                                                                             |                                                                             | C12 266 (1782)                                                              |                                                                             |                                                                             | C12 266                                                                     | 1両                                                                         |
| 1944年度                                                                    |                                                                             |                                                                             |                                                                             |                                                                             |                                                                             |                                                                             | 0両                                                                         |
| 1945年度                                                                    |                                                                             |                                                                             |                                                                             |                                                                             |                                                                             |                                                                             | 0両                                                                         |
| 1946年度                                                                    |                                                                             |                                                                             |                                                                             |                                                                             |                                                                             |                                                                             | 0両                                                                         |
| 1947年度                                                                    | C12 276 - 293 (1478 - 1495)                                                 |                                                                             |                                                                             |                                                                             |                                                                             | C12 276 - 293                                                               | 18両                                                                        |
| 計                                                                          | 110両                                                                       | 56両                                                                        | 55両                                                                        | 44両                                                                        | 17両                                                                        | C12 235 - 264, 276 - 293 C12 265 - 275                                      | 282+11両                                                                    |
| 1. 2. 3. 4. 5. 6.                                                           |                                                                             |                                                                             |                                                                             |                                                                             |                                                                             |                                                                             |                                                                             |

また、発注年度・製造所ごとの、発注両数は下表のとおり。
| C12形発注年度別製造両数一覧 | C12形発注年度別製造両数一覧 | C12形発注年度別製造両数一覧 | C12形発注年度別製造両数一覧 | C12形発注年度別製造両数一覧 | C12形発注年度別製造両数一覧 | C12形発注年度別製造両数一覧 |
| 年度                        | 日本車輌                    | 川崎車輛                    | 日立製作所                  | 汽車製造                    | 三菱造船所                  | 合計                        |
| --------------------------- | --------------------------- | --------------------------- | --------------------------- | --------------------------- | --------------------------- | --------------------------- |
| 1932年度                    | 3両                         | 15両                        | 5両                         | 11両                        | 3両                         | 37両                        |
| 1933年度                    | 6両                         | 8両                         | 7両                         | 12両                        | 7両                         | 40両                        |
| 1934年度                    | 3両                         | 6両                         | 6両                         | 6両                         | 4両                         | 25両                        |
| 1935年度                    |                             | 15両                        | 4両                         | 3両                         | 3両                         | 25両                        |
| 1936年度                    | 7両                         | 12両                        | 3両                         | 7両                         |                             | 29両                        |
| 1937年度                    | 17両                        |                             |                             | 5両                         |                             | 22両                        |
| 1938年度                    | 26両                        |                             |                             |                             |                             | 26両                        |
| 1939年度                    | 30両                        |                             |                             |                             |                             | 30両                        |
| 1940年度                    |                             |                             | 30両                        |                             |                             | 30両                        |
| 1941年度                    |                             |                             |                             |                             |                             | 0両                         |
| 1942年度                    |                             |                             |                             |                             |                             | 0両                         |
| 1943年度                    |                             |                             |                             |                             |                             | 0両                         |
| 1944年度                    |                             |                             |                             |                             |                             | 0両                         |
| 1945年度                    |                             |                             |                             |                             |                             | 0両                         |
| 1946年度                    |                             |                             |                             |                             |                             | 0両                         |
| 1947年度                    | 18 (60) 両                  |                             |                             |                             |                             | 18 (60) 両                  |
| 計                          | 147両                       | 56両                        | 55両                        | 44両                        | 17両                        | 282両                       |
| 1.                          |                             |                             |                             |                             |                             |                             |

### 鉄道省以外向けの同形機
小型軽量で軸重が軽いC12形は、国鉄規格の車幅が特認を要するものの地方私鉄や産業用鉄道向けにも最適で、同形機が外地を含む全国各地の私鉄や専用鉄道などに37両が製造・供給されている。このうち11両は、台湾総督府鉄道および樺太庁鉄道向けに製造されたものである。鉄道省向けの製造は1940年（昭和15年）で一旦終了しているが、民間向けの製造はそれ以後に行なわれたものが多い。
これらのうち、樺太庁鉄道向けに製造された4両は南樺太の内地化により、播丹鉄道（現・加古川線）に納入された1両、相模鉄道（現・相模線部分）に納入された2両および小倉鉄道（現・日田彦山線）に納入された4両の計7両は戦時買収により、それぞれ鉄道省のC12形に編入された。
- 大井川鉄道 - 1両[43]（私鉄の建築限界に収めるため車幅を狭めた設計になっている。[要出典]）
  - 121 - 1936年・日本車輌製造（製造番号 387） → 1950年片上鉄道に譲渡、C12-202（1966年10月1日廃車）

- 帝国燃料興業内幌線[注釈 8][注釈 9]（樺太） - 1両[45]
  - 21 - 1940年・川崎車輛（製造番号 2392）

- 小倉鉄道 - 4両（1943年国有化）[46]
  - C1211 - 1941年・日本車輌製造（製造番号 959） → 鉄道省C12 → 改番C12 267
  - C1212 - 1941年・日本車輌製造（製造番号 968） → 鉄道省C13 → 改番C12 268
  - C1213 - 1941年・日本車輌製造（製造番号 969） → 鉄道省C14 → 改番C12 269
  - C1214 - 1941年・日本車輌製造（製造番号 970） → 鉄道省C15 → 改番C12 270

- 日本窒素海南興業石碌鉄道（海南島） - 2両[47]
  - C121 - 1941年・日本車輌製造（製造番号 971）
  - C122 - 1941年・日本車輌製造（製造番号 972）

- 定山渓鉄道 - 1両[48]
  - C121 - 1942年・日本車輌製造（製造番号 1069） → 1957年・日本鉱業豊羽鉱山専用鉄道に譲渡[要出典]（1965年廃車）

- 相模鉄道（現・相模線部分） - 2両（1944年国有化） [49]
  - 21 - 1942年・日本車輌製造（製造番号 1070） → 1944年・鉄道省C1201 → 1947年改番・C12 274
  - 22 - 1942年・日本車輌製造（製造番号 1071） → 1944年・鉄道省C1202 → 1947年改番・C12 275

- 常総鉄道 - 1両[50]
  - 51 - 1942年・日本車輌製造（製造番号 1175[51]）（1964年廃車）
    - 本機はボイラーが飽和式で大煙管を装備せず小煙管のみで全伝熱面積が64.9 m2、自重49 tであるほか、発電機を装備していない[52]。

- 播丹鉄道 - 1両（1943年国有化）[53]
  - （鉄道省C12 266予定 → 製造中譲渡20予定） → 鉄道省C12 266 - 1944年・日立製作所（製造番号 1782）
    - 鉄道省向けのものを播但鉄道へ割譲したものの、竣工は買収後となったため直接省籍に編入）

- 南薩鉄道 - 3両[54]
  - 12 - 1944年・汽車製造（製造番号 2352）（1963年廃車）
  - 13 - 1948年・日本車輌製造（製造番号 1499）（1963年廃車）
  - 14 - 1949年・日本車輌製造（製造番号 1522）（1963年廃車）
    - このうち12号機は角形の蒸気ドーム被い、砂箱を装備しており、これはC12形および同形機では唯一の事例となっている[55]。

- 同和鉱業片上鉄道事業所 - 1両[56]
  - 10 - 1944年・日立製作所（製造番号 1781） → 1950年・改番C12-201（1968年10月29日廃車）

- 土佐電気鉄道 - 1両[57]
  - C12 001 - 1948年・日本車輌製造（製造番号 1496） → 1952年・雄別炭礦鉄道C12 001 → 1953年・雄別炭礦尺別鉄道C12 001（1970年廃車）

- 島原鉄道 - 5両[注釈 10][58]
  - C1201 - 1948年・日本車輌製造（製造番号 1497）（1968年廃車）
  - C1202 - 1948年・日本車輌製造（製造番号 1498）（1963年廃車）
  - C1203 - 1949年・日本車輌製造（製造番号 1519）（1968年廃車）
  - C1205 - 1949年・日本車輌製造（製造番号 1520）（1968年廃車）
  - C1206 - 1949年・日本車輌製造（製造番号 1532）（1968年廃車）

- 日本炭鉱遠賀砿業所 - 2両[59]
  - C1201 - 1949年・日立製作所（製造番号 1859）（1960年廃車）
  - C1202 - 1952年・日立製作所（製造番号 12071）（1965年廃車）

- 台湾総督府鉄道 → 台湾鉄路管理局 - 7両
  - C12 1 - 5 - 1936年・日本車輌製造 → CK121 - 125
  - C12 6 - 7 - 1942年・日本車輌製造 → CK126 - 127

- 恵須取鉄道（樺太・未成路線） - 4両（1943年鉄道省に編入）[60]
  - （鉄道省C12 265予定 → 製造中に譲渡・恵須取鉄道C12 1予定） - 1941年・日立製作所（製造番号 1411） → 樺太庁鉄道C12 1 → 1943年・鉄道省C12 265（現車はC12 1のまま）
  - （恵須取鉄道C12 2 - C12 3予定） - 1943年・日立製作所（製造番号 1556 - 1557） → 1943年鉄道省C12 271 - C12 272（配置は不明）
  - （恵須取鉄道C12 4予定） - 1942年・日本車輌製造（製造番号 1068） → 1943年・鉄道省C12 273（配置は不明）

- 樺太人造石油[注釈 11]内淵鉄道（樺太） - 1両[61]
  - 11 - 1941年・日立製作所（製造番号 1459） → 改番C121

## 運行
初号機であるC12 1の実質的な最初の配属は赤谷線で、その後も分庫や駐泊所への配置が目立っていた。一例として、初回製造ロットである1928年（昭和3年）発注のC12 1 - 37の製造当初の配属先は以下のとおり。
| C12 1 - 37配置一覧 | C12 1 - 37配置一覧     | C12 1 - 37配置一覧         | C12 1 - 37配置一覧 |
| 鉄道局             | 機関庫                 | 機番                       | 両数               |
| ------------------ | ---------------------- | -------------------------- | ------------------ |
| 札幌鉄道局         | 長万部機関庫           | C12 4, 15, 16, 33          | 4両                |
| 札幌鉄道局         | 野付牛機関庫           | C12 23, 24                 | 2両                |
| 札幌鉄道局         | 深川機関庫             | C12 30, 31, 36             | 3両                |
| 札幌鉄道局         | 遠軽機関庫渚滑分庫     | C12 9, 10                  | 2両                |
| 仙台鉄道局         | 会津若松機関庫         | C12 1, 2, 3, 7, 12, 13, 20 | 7両                |
| 仙台鉄道局         | 福島機関庫             | C12 14, 21                 | 2両                |
| 仙台鉄道局         | 新津機関庫新発田駐泊所 | C12 22                     | 1両                |
| 東京鉄道局         | 宇都宮機関庫           | C12 5, 17                  | 2両                |
| 名古屋鉄道局       | 名古屋機関庫           | C12 6, 18                  | 2両                |
| 大阪鉄道局         | 山田機関庫相可口駐泊所 | C12 32                     | 1両                |
| 大阪鉄道局         | 梅小路機関庫           | C12 26                     | 1両                |
| 大阪鉄道局         | 鳥取機関庫             | C12 35                     | 1両                |
| 大阪鉄道局         | 米子機関庫出雲三成分庫 | C12 8, 19, 29              | 3両                |
| 門司鉄道局         | 熊本機関庫             | C12 25, 27                 | 2両                |
| 門司鉄道局         | 宮崎機関庫             | C12 11                     | 1両                |
| 門司鉄道局         | 宮崎機関庫杉安駐泊所   | C12 34                     | 1両                |
| 門司鉄道局         | 吉松機関庫             | C12 28, 37                 | 2両                |
| 1. 2. 3. 4. 5.     |                        |                            |                    |

戦後も国内に残った残存機、および戦後に製造された新製機は戦前から引続き全国各地の比較的短距離の閑散線区で使用されていたほか、多くが入換用に転用されて使用された。使用路線の軌道強化によるC11形への代替や、気動車の導入拡大とそれに伴う客貨分離および1958年（昭和33年）以降の入換用ディーゼル機関車のDD13形の導入拡大により、1959年（昭和34年）から廃車が始まったが、貨物輸送のある簡易線での需要があり、簡易線で使用可能な軸重12 t未満のDD16形ディーゼル機関車の導入が1971年（昭和46年）から1975年（昭和50年）となった関係で、蒸気機関車の末期の1975年（昭和50年）まで使用された。本形式について、鉄道車両史研究家の臼井茂信は「構造も外観も非の打ちどころのなき安定した小型機」と評しており、同じく髙木宏之は「基本設計には構造・外観とも大きな欠点がない」と評している。
1968年（昭和43年）10月時点での本形式の配置および用途は下表のとおりであった。
| 1968年10月時点のC12形配置・用途一覧 | 1968年10月時点のC12形配置・用途一覧 | 1968年10月時点のC12形配置・用途一覧 | 1968年10月時点のC12形配置・用途一覧                                 |
| 鉄道管理局                          | 機関区など                          | 配置両数                            | 用途                                                                |
| ----------------------------------- | ----------------------------------- | ----------------------------------- | ------------------------------------------------------------------- |
| 札幌鉄道管理局                      | 小樽築港機関区                      | 3両                                 | 手宮線貨物列車および入換用                                          |
| 仙台鉄道管理局                      | 会津若松運転区                      | 2両                                 | 日中線用                                                            |
| 高崎鉄道管理局                      | 桐生機関区                          | 4両                                 | 足尾線貨物列車用                                                    |
| その他関東甲信地方の配置            | その他関東甲信地方の配置            | 22両                                | 主に入換用                                                          |
| 名古屋管理鉄道局                    | 稲沢機関区 → 稲沢第一機関区         | 2両                                 | 入換用                                                              |
| 名古屋管理鉄道局                    | 中津川機関区                        | 4両                                 | 明知線貨物列車および入換用                                          |
| 金沢鉄道管理局                      | 糸魚川機関区                        | 2両                                 | 主に入換用                                                          |
| 天王寺鉄道管理局                    | 奈良運転所                          | 1両                                 | 入換用                                                              |
| 大阪鉄道管理局                      | 加古川線管理所                      | 3両                                 | 加古川線貨物列車および入換用                                        |
| 福知山鉄道管理局                    | 西舞鶴機関区                        | 5両                                 | 小浜線貨物列車の補機および入換用                                    |
| 岡山鉄道管理局                      | 岡山機関区                          | 1両                                 | 入換用                                                              |
| 中国支社                            | 小郡機関区                          | 1両                                 | 入換用                                                              |
| 中国支社                            | 厚狭駐泊所 → 厚狭機関区             | 5両                                 | 宇部線貨物列車および入換用                                          |
| 四国支社                            | 宇和島機関区                        | 5両                                 | 宇和島線（予土線）の貨客列車および予讃線宇和島 - 伊予大洲間の補機用 |
| 大分鉄道管理局                      | 南延岡機関区                        | 2両                                 | 日ノ影線（高千穂線）の貨物列車用                                    |
| 熊本鉄道管理局                      | 熊本機関区                          | 2両                                 | 高森線の貨客列車用                                                  |
| 鹿児島鉄道管理局                    | 鹿児島機関区                        | 3両                                 | 指宿枕崎線の貨物列車用                                              |
| 工場内入換等用                      | 工場内入換等用                      | 6両                                 |                                                                     |
| 計                                  | 計                                  | 73両                                |                                                                     |
|                                     |                                     |                                     |                                                                     |

その後も、1969年（昭和44年）ごろには、会津若松運転区配置のC12形が使用されていた日中線の列車に、C11形が主に使用されるようになるなど置換えが進み、1972年度末には33両、1973年度末には20両の残存となっていた。1975年（昭和50年）3月9日に高森線立野 - 高森間で、当時熊本機関区に配置されていたC12 208による貨物列車の牽引が、最終営業運転となっている。翌10日から同機は休車となり、同31日付で廃車となっている。また、1974年（昭和49年）5月に吉松機関区に配置され、同年12月まで運行された後に休車となったC12 64, 225が、同じく1975年（昭和50年）に廃車となっているほか、その前年の1974年（昭和49年）に廃車となった機体は小樽築港機関区のC12 38、木曽福島機関区のC12 69, 199, 230, 南延岡機関区のC12 167, 287、熊本機関区のC12 241の計7両である。
国鉄のC12形にはお召し列車牽引の記録がないが、島原鉄道のC1205が1949年（昭和24年）5月25日に牽引している。
C12形の年代ごとの配置両数の変遷は以下のとおり。
| C12形配置変遷（1938年 - 1969年） | C12形配置変遷（1938年 - 1969年）    | C12形配置変遷（1938年 - 1969年）           | C12形配置変遷（1938年 - 1969年） | C12形配置変遷（1938年 - 1969年） | C12形配置変遷（1938年 - 1969年） | C12形配置変遷（1938年 - 1969年） | C12形配置変遷（1938年 - 1969年） | C12形配置変遷（1938年 - 1969年） | C12形配置変遷（1938年 - 1969年） | C12形配置変遷（1938年 - 1969年）  |
| 鉄道局（1950年まで）             | 鉄道管理局（1950年以降）            | 機関区・支区・駐泊所                       | 1938年 4月30日                   | 1944年 1月31日                   | 1949年 1 - 7月                   | 1955年 2月1日                    | 1959年 4月1日                    | 1965年 4月1日                    | 1969年 3月31日                   | 備考（主な使用線区ほか）          |
| -------------------------------- | ----------------------------------- | ------------------------------------------ | -------------------------------- | -------------------------------- | -------------------------------- | -------------------------------- | -------------------------------- | -------------------------------- | -------------------------------- | --------------------------------- |
| 樺太鉄道局                       | -                                   | 敷香機関区                                 | -                                | 1両                              | -                                | -                                | -                                | -                                | -                                |                                   |
| 札幌鉄道局                       | 釧路鉄道管理局                      | 釧路機関区                                 |                                  |                                  | 2両                              |                                  |                                  |                                  |                                  |                                   |
| 札幌鉄道局                       | 釧路鉄道管理局                      | 標茶支区                                   |                                  | 4両                              | 4両                              | 1両                              |                                  | -                                | -                                | 標津線、C11形およびキハ05形で代替 |
| 札幌鉄道局                       | 釧路鉄道管理局                      | 厚岸駐泊所                                 |                                  |                                  | 1両                              |                                  |                                  | -                                | -                                | 根室本線                          |
| 札幌鉄道局                       | 釧路鉄道管理局                      | 厚床支区                                   |                                  | 5両                              | 4両                              | 2両                              |                                  | -                                | -                                | 根室本線                          |
| 札幌鉄道局                       | 釧路鉄道管理局                      | 帯広支区 → 帯広管理所                      |                                  |                                  |                                  | 2両                              |                                  |                                  |                                  |                                   |
| 札幌鉄道局                       | 旭川鉄道管理局                      | 名寄機関区                                 | 2両                              |                                  |                                  |                                  |                                  |                                  |                                  | 深名線                            |
| 札幌鉄道局                       | 旭川鉄道管理局                      | 幌延支区                                   | 2両                              | 2両                              | 2両                              |                                  | -                                | -                                | -                                | 羽幌線                            |
| 札幌鉄道局                       | 旭川鉄道管理局                      | 浜頓別支区 → 運輸区                        | 2両                              | 2両                              | 2両                              |                                  |                                  |                                  |                                  | 興浜北線、キハ03形で代替          |
| 札幌鉄道局                       | 旭川鉄道管理局                      | 野付牛機関区 → 北見機関区                  | 2両                              |                                  |                                  |                                  |                                  |                                  |                                  |                                   |
| 札幌鉄道局                       | 旭川鉄道管理局                      | 浜網走駐泊所                               | 3両                              | 2両                              | 2両                              |                                  | -                                | -                                | -                                |                                   |
| 札幌鉄道局                       | 旭川鉄道管理局                      | 遠軽機関庫                                 | 1両                              |                                  |                                  |                                  |                                  |                                  |                                  | 石北本線                          |
| 札幌鉄道局                       | 旭川鉄道管理局                      | 中湧別駐泊所                               | 3両                              | 3両                              | 3両                              |                                  | -                                | -                                | -                                | 湧網線、C11形で代替               |
| 札幌鉄道局                       | 旭川鉄道管理局                      | 渚滑支区                                   | 1両                              | 2両                              | 3両                              |                                  | -                                | -                                | -                                | 渚滑線、名寄本線                  |
| 札幌鉄道局                       | 旭川鉄道管理局                      | 雄武駐泊所                                 | 2両                              | 2両                              | 2両                              |                                  | -                                | -                                | -                                | 興浜南線                          |
| 札幌鉄道局                       | 旭川鉄道管理局                      | 旭川機関区                                 | 2両                              |                                  |                                  |                                  |                                  |                                  |                                  |                                   |
| 札幌鉄道局                       | 旭川鉄道管理局                      | 深川機関庫                                 | 7両                              |                                  |                                  |                                  |                                  |                                  |                                  |                                   |
| 札幌鉄道局                       | 札幌鉄道管理局                      | 滝川支区 → 機関区                          | 11両                             | 4両                              | 1両                              |                                  |                                  |                                  |                                  |                                   |
| 札幌鉄道局                       | 札幌鉄道管理局                      | 小樽築港機関区                             |                                  |                                  | 2両                              | 2両                              | 3両                              | 3両                              | 3両                              |                                   |
| 札幌鉄道局                       | 札幌鉄道管理局                      | 手宮支区 → 駐泊所                          |                                  |                                  |                                  | 3両                              | -                                | -                                | -                                |                                   |
| 札幌鉄道局                       | 札幌鉄道管理局                      | 苗穂機関区                                 | 4両                              |                                  |                                  |                                  |                                  |                                  |                                  |                                   |
| 札幌鉄道局                       | 札幌鉄道管理局                      | 岩見沢機関区                               | 3両                              |                                  |                                  |                                  |                                  |                                  |                                  |                                   |
| 札幌鉄道局                       | 札幌鉄道管理局                      | 室蘭機関区                                 | 3両                              |                                  |                                  |                                  | 1両                              |                                  |                                  |                                   |
| 札幌鉄道局                       | 札幌鉄道管理局                      | 苫小牧支区                                 |                                  | 3両                              | 4両                              |                                  |                                  |                                  |                                  |                                   |
| 札幌鉄道局                       | 札幌鉄道管理局                      | 長万部機関区                               | 4両                              |                                  |                                  |                                  |                                  |                                  |                                  |                                   |
| 札幌鉄道局                       | 青函鉄道管理局 → 青函船舶鉄道管理局 | 函館機関区                                 | 4両                              | 1両                              |                                  |                                  |                                  |                                  |                                  |                                   |
| 札幌鉄道局                       | 青函鉄道管理局 → 青函船舶鉄道管理局 | 森支区                                     | -                                | -                                |                                  | 2両                              |                                  | -                                | -                                |                                   |
| 札幌鉄道局                       | -                                   | 札幌鉄道局その他                           | 4両                              | -                                | -                                | -両                              | -                                | -                                | -                                | 華北交通への供出準備中            |
| 仙台鉄道局                       | 秋田鉄道管理局                      | 弘前機関区                                 |                                  | 6両                              | 3両                              |                                  |                                  |                                  |                                  |                                   |
| 仙台鉄道局                       | 盛岡鉄道管理局                      | 大湊機関区                                 | -                                |                                  | 1両                              |                                  |                                  |                                  |                                  |                                   |
| 仙台鉄道局                       | 盛岡鉄道管理局                      | 花巻支区                                   |                                  | 1両                              |                                  | -                                | -                                | -                                | -                                |                                   |
| 仙台鉄道局                       | 盛岡鉄道管理局                      | 宮古機関区                                 | 7両                              | 2両                              | 1両                              | 2両                              |                                  |                                  |                                  |                                   |
| 仙台鉄道局                       | 盛岡鉄道管理局                      | 釜石機関区                                 | -                                | 1両                              |                                  |                                  |                                  |                                  |                                  |                                   |
| 仙台鉄道局                       | 盛岡鉄道管理局                      | 運転以外使用車                             |                                  |                                  |                                  |                                  | 1両                              |                                  |                                  |                                   |
| 仙台鉄道局                       | 仙台鉄道管理局                      | 仙台機関区 → 運転所                        |                                  |                                  | 2両                              | 4両                              |                                  |                                  |                                  |                                   |
| 仙台鉄道局                       | 仙台鉄道管理局                      | 長町機関区                                 |                                  | 1両                              | 1両                              |                                  |                                  |                                  |                                  |                                   |
| 仙台鉄道局                       | 仙台鉄道管理局                      | 小牛田機関区                               | 2両                              | 7両                              | 3両                              | 2両                              |                                  | -                                | -                                |                                   |
| 仙台鉄道局                       | 仙台鉄道管理局                      | 福島機関区 → 福島第一機関区                | 1両                              |                                  | 2両                              | 5両                              | 3両                              | 2両                              |                                  |                                   |
| 仙台鉄道局                       | 仙台鉄道管理局                      | 磐越西線管理所                             | -                                | -                                | -                                | -                                | -                                | 2両                              | -                                |                                   |
| 仙台鉄道局                       | 仙台鉄道管理局                      | 会津若松機関区 → 運転区                    | 4両                              | 11両                             | 8両                              | 6両                              | 2両                              |                                  | 2両                              |                                   |
| 仙台鉄道局                       | -                                   | 仙台鉄道局その他                           | 3両                              | -                                | -                                | -                                | -                                | -                                | -                                |                                   |
| 仙台鉄道局                       | 水戸鉄道管理局                      | 原ノ町機関区 → 運転区                      |                                  |                                  |                                  |                                  | 1両                              | 1両                              |                                  |                                   |
| 東京鉄道局                       | 水戸鉄道管理局                      | 水戸機関区                                 |                                  |                                  |                                  | 1両                              |                                  |                                  | 2両                              |                                   |
| 東京鉄道局                       | 水戸鉄道管理局                      | 真岡支区                                   | -                                | -                                | 3両                              |                                  |                                  |                                  |                                  |                                   |
| 東京鉄道局                       | 千葉鉄道管理局                      | 千葉機関区                                 |                                  |                                  |                                  | 2両                              | 2両                              | -                                | -                                |                                   |
| 東京鉄道局                       | 千葉鉄道管理局                      | 木更津支区                                 | 2両                              | 3両                              | 3両                              |                                  |                                  |                                  |                                  | 久留里線                          |
| 東京鉄道局                       | 千葉鉄道管理局                      | 大原駐泊所                                 | 2両                              | 2両                              | 2両                              |                                  | -                                | -                                | -                                | 木原線                            |
| 東京鉄道局                       | 高崎鉄道管理局                      | 桐生機関区                                 | 7両                              | 7両                              | 8両                              | 8両                              | 6両                              | 4両                              |                                  | 足尾線                            |
| 東京鉄道局                       | 高崎鉄道管理局                      | 高崎機関区 → 高崎第一機関区                |                                  |                                  |                                  |                                  |                                  |                                  | 5両                              |                                   |
| 東京鉄道局                       | 高崎鉄道管理局                      | 軽井沢支区                                 |                                  |                                  |                                  |                                  | 2両                              | 2両                              |                                  |                                   |
| 東京鉄道局                       | 高崎鉄道管理局 → 東京北鉄道管理局   | 宇都宮機関区 → 運転所                      | 2両                              | 3両                              | 3両                              | 2両                              | 1両                              |                                  |                                  |                                   |
| 東京鉄道局                       | 高崎鉄道管理局 → 東京北鉄道管理局   | 白河機関区 → 支所                          |                                  |                                  | 1両                              | 3両                              | 3両                              | 3両                              |                                  |                                   |
| 東京鉄道局                       | 高崎鉄道管理局 → 東京北鉄道管理局   | 小山機関区                                 |                                  |                                  |                                  | 2両                              | 2両                              | 2両                              | 2両                              | 入換用                            |
| 東京鉄道局                       | 高崎鉄道管理局 → 東京北鉄道管理局   | 田端機関区                                 |                                  |                                  |                                  | 2両                              | 11両                             | 1両                              | 2両                              | 入換用                            |
| 東京鉄道局                       | 東京鉄道管理局 → 東京西鉄道管理局   | 飯田町支区 → 機関区                        |                                  |                                  |                                  |                                  | 2両                              |                                  |                                  | 入換用                            |
| 東京鉄道局                       | 東京鉄道管理局 → 東京西鉄道管理局   | 武蔵五日市支区                             | -                                | -                                | 1両                              |                                  |                                  | -                                | -                                |                                   |
| 東京鉄道局                       | 東京鉄道管理局 → 東京南鉄道管理局   | 高島機関区 → 横浜機関区                    |                                  |                                  |                                  | 3両                              |                                  |                                  |                                  | 入換用                            |
| 東京鉄道局                       | 東京鉄道管理局 → 東京南鉄道管理局   | 浜川崎支区                                 |                                  |                                  |                                  | 4両                              | 3両                              | 2両                              |                                  | 入換用                            |
| 東京鉄道局                       | 東京鉄道管理局 → 東京南鉄道管理局   | 矢向支区                                   | -                                | -                                |                                  | 3両                              |                                  | -                                | -                                | 入換用                            |
| 東京鉄道局                       | 東京鉄道管理局 → 東京南鉄道管理局   | 国府津機関区                               |                                  |                                  | 2両                              | 2両                              |                                  |                                  |                                  | 入換用                            |
| 東京鉄道局                       | 東京鉄道管理局 → 東京南鉄道管理局   | 久里浜支区                                 | -                                | -                                |                                  | 4両                              | 2両                              |                                  |                                  | 入換用                            |
| 東京鉄道局                       | 東京鉄道管理局 → 東京南鉄道管理局   | 茅ヶ崎機関区                               | -                                | -                                | -                                | 2両                              | 2両                              |                                  |                                  | 入換用                            |
| 新潟鉄道局                       | 秋田鉄道管理局                      | 秋田機関区                                 | 3両                              |                                  |                                  |                                  |                                  |                                  |                                  |                                   |
| 新潟鉄道局                       | 秋田鉄道管理局                      | 羽後矢島支区                               |                                  | 3両                              | 2両                              | 2両                              | 2両                              | 1両                              | -                                |                                   |
| 新潟鉄道局                       | 秋田鉄道管理局                      | 東能代支区 → 機関区                        |                                  | 1両                              |                                  |                                  |                                  |                                  |                                  |                                   |
| 新潟鉄道局                       | 秋田鉄道管理局                      | 大館機関区                                 | 4両                              | 3両                              |                                  | 2両                              |                                  |                                  |                                  |                                   |
| 新潟鉄道局                       | 秋田鉄道管理局                      | 米沢機関区                                 | 1両                              | 5両                              |                                  |                                  | 2両                              |                                  |                                  |                                   |
| 新潟鉄道局                       | 秋田鉄道管理局                      | 山形機関区                                 |                                  | 3両                              |                                  | 1両                              | 1両                              |                                  |                                  |                                   |
| 新潟鉄道局                       | 新潟鉄道管理局                      | 酒田機関区                                 |                                  | 2両                              |                                  |                                  |                                  |                                  |                                  |                                   |
| 新潟鉄道局                       | 新潟鉄道管理局                      | 新津機関区                                 | 1両                              |                                  |                                  |                                  |                                  |                                  |                                  |                                   |
| 新潟鉄道局                       | 新潟鉄道管理局                      | 新発田駐泊所                               | 1両                              |                                  |                                  |                                  |                                  | -                                | -                                | 赤谷線、C11形に代替               |
| 新潟鉄道局                       | 新潟鉄道管理局                      | 新潟機関区                                 |                                  |                                  |                                  | 3両                              | 5両                              | 4両                              | -                                |                                   |
| 新潟鉄道局                       | 新潟鉄道管理局                      | 東新潟港支区 → 機関区                      | -                                |                                  | 1両                              | 2両                              | 4両                              | -                                | -                                |                                   |
| 新潟鉄道局                       | 新潟鉄道管理局                      | 西吉田支区 → 機関区 → 越後線・弥彦線管理所 | 2両                              | 4両                              | 5両                              | 3両                              | 1両                              |                                  |                                  |                                   |
| 新潟鉄道局                       | 新潟鉄道管理局                      | 柏崎支区                                   |                                  |                                  |                                  |                                  | 2両                              |                                  |                                  |                                   |
| 新潟鉄道局                       | 新潟鉄道管理局                      | 直江津機関区                               |                                  |                                  |                                  |                                  | 2両                              | 3両                              | 3両                              |                                   |
| 新潟鉄道局                       | -                                   | 新潟鉄道局その他                           | 2両                              | -                                | -                                | -                                | -                                | -                                | -                                | 華北交通への供出準備中            |
| 新潟鉄道局                       | 金沢鉄道管理局                      | 糸魚川機関区                               | 2両                              | 3両                              | 3両                              | 1                                | 3両                              | 2両                              | 2両                              |                                   |
| 新潟鉄道局                       | 長野鉄道管理局                      | 長野機関区                                 |                                  |                                  |                                  |                                  |                                  |                                  | 1両                              |                                   |
| 新潟鉄道局                       | 長野鉄道管理局                      | 信濃大町支区                               | 2両                              | 2両                              | 2両                              | 3両                              |                                  |                                  | -                                |                                   |
| 新潟鉄道局                       | 長野鉄道管理局                      | 飯山機関区                                 | -                                | -                                | 6両                              | 4両                              |                                  | 1両                              | -                                |                                   |
| 新潟鉄道局                       | 長野鉄道管理局                      | 松本機関区                                 |                                  |                                  |                                  | 1両                              | 3両                              | 1両                              |                                  |                                   |
| 名古屋鉄道局                     | 長野鉄道管理局                      | 木曽福島機関区                             |                                  |                                  |                                  |                                  | 2両                              | 2両                              | 3両                              |                                   |
| 名古屋鉄道局                     | 長野鉄道管理局                      | 上諏訪機関区                               | 3両                              | 4両                              | 3両                              | 3両                              | 3両                              | 3両                              | 3両                              |                                   |
| 名古屋鉄道局                     | 東京鉄道管理局 → 東京西鉄道管理局   | 甲府機関区                                 |                                  |                                  |                                  |                                  | 3両                              | 3両                              |                                  |                                   |
| 名古屋鉄道局                     | 静岡鉄道管理局                      | 浜松機関区                                 |                                  |                                  |                                  |                                  | 1両                              |                                  |                                  |                                   |
| 名古屋鉄道局                     | 名古屋管理鉄道局                    | 美濃太田機関区                             | 1両                              |                                  |                                  |                                  |                                  |                                  |                                  |                                   |
| 名古屋鉄道局                     | 名古屋管理鉄道局                    | 稲沢機関区 → 稲沢第一機関区                |                                  |                                  |                                  |                                  | 1両                              | 1両                              |                                  |                                   |
| 名古屋鉄道局                     | 名古屋管理鉄道局                    | 中津川機関区                               | 3両                              | 3両                              |                                  | 5両                              | 4両                              | 4両                              | 4両                              | 明知線                            |
| 名古屋鉄道局                     | -                                   | 名古屋鉄道局その他                         | 1両                              | -                                | -                                | -                                | -                                | -                                | -                                |                                   |
| 名古屋鉄道局                     | 金沢鉄道管理局                      | 敦賀機関区                                 |                                  | 2両                              |                                  |                                  |                                  |                                  |                                  |                                   |
| 名古屋鉄道局                     | 金沢鉄道管理局                      | 福井機関区                                 |                                  |                                  | 2両                              | 2両                              | 2両                              |                                  |                                  |                                   |
| 名古屋鉄道局                     | 金沢鉄道管理局                      | 高岡機関区                                 |                                  | 3両                              |                                  |                                  |                                  |                                  |                                  |                                   |
| 名古屋鉄道局                     | 金沢鉄道管理局                      | 七尾機関区                                 |                                  |                                  |                                  |                                  | 2両                              |                                  |                                  |                                   |
| 大阪鉄道局                       | 天王寺鉄道管理局                    | 相可口駐泊所                               | 2両                              | 2両                              |                                  | -                                | -                                | -                                | -                                |                                   |
| 大阪鉄道局                       | 天王寺鉄道管理局                    | 奈良機関区 → 気動車区 → 運転所             |                                  |                                  |                                  |                                  |                                  | 1両                              |                                  |                                   |
| 大阪鉄道局                       | 天王寺鉄道管理局                    | 運転以外使用車                             |                                  |                                  |                                  |                                  |                                  |                                  | 1両                              |                                   |
| 大阪鉄道局                       | 天王寺鉄道管理局                    | 貴生川駐泊所                               | 2両                              |                                  |                                  |                                  |                                  | -                                | -                                |                                   |
| 大阪鉄道局                       | 大阪鉄道管理局                      | 梅田支区 → 梅田機関区                      | 7両                              | 11両                             | 12両                             | 9両                              | 8両                              |                                  |                                  |                                   |
| 大阪鉄道局                       | 大阪鉄道管理局                      | 宮原機関区                                 | 4両                              | 5両                              |                                  |                                  |                                  |                                  |                                  |                                   |
| 大阪鉄道局                       | 大阪鉄道管理局                      | 池田支区                                   | -                                | 1両                              |                                  |                                  | -                                | -                                | -                                |                                   |
| 大阪鉄道局                       | 大阪鉄道管理局                      | 鷹取機関区                                 | 1両                              |                                  | 3両                              | 2両                              |                                  |                                  |                                  |                                   |
| 大阪鉄道局                       | 大阪鉄道管理局                      | 加古川機関区 → 気動車区 → 管理所           |                                  | 3両                              | 16両                             | 10両                             | 7両                              | 4両                              | -                                | 加古川線                          |
| 大阪鉄道局                       | 大阪鉄道管理局                      | 運転以外使用車                             |                                  |                                  |                                  |                                  | 2両                              |                                  |                                  |                                   |
| 大阪鉄道局                       | -                                   | 大阪鉄道局その他                           | 5両                              | -                                | -                                | -                                | -                                | -                                | -                                | 華北交通への供出準備中            |
| 大阪鉄道局                       | 福知山鉄道管理局                    | 舞鶴支区                                   |                                  | 8両                              | -                                | -                                | -                                | -                                | -                                |                                   |
| 大阪鉄道局                       | 福知山鉄道管理局                    | 西舞鶴機関区                               | -                                | -                                | 4両                              | 6両                              | 5両                              | 5両                              | 4両                              | 小浜線                            |
| 大阪鉄道局                       | 米子鉄道管理局                      | 鳥取機関区                                 | 1両                              | 4両                              | 5両                              | 4両                              | 3両                              |                                  |                                  |                                   |
| 大阪鉄道局                       | 米子鉄道管理局                      | 上井支区                                   |                                  |                                  |                                  |                                  | 2両                              |                                  |                                  |                                   |
| 大阪鉄道局                       | 米子鉄道管理局                      | 米子機関区                                 | 1両                              | 5両                              | 2両                              | 1両                              |                                  |                                  |                                  |                                   |
| 大阪鉄道局                       | 米子鉄道管理局                      | 出雲今市支区 → 出雲支区                    | 1両                              |                                  |                                  | 2両                              |                                  |                                  |                                  |                                   |
| 広島鉄道局                       | 米子鉄道管理局                      | 浜田機関区                                 | 1両                              | 4両                              | 5両                              | 5両                              | 3両                              |                                  |                                  |                                   |
| 広島鉄道局                       | 米子鉄道管理局                      | 石見益田駐泊所 → 機関区 → 益田機関区       | -                                |                                  |                                  | 1両                              |                                  |                                  |                                  |                                   |
| 広島鉄道局                       | 岡山鉄道管理局                      | 岡山機関区                                 |                                  |                                  |                                  |                                  | 1両                              | 1両                              |                                  |                                   |
| 広島鉄道局                       | 岡山鉄道管理局                      | 岡山支区                                   | -                                | -                                | 2両                              |                                  |                                  | -                                | -                                |                                   |
| 広島鉄道局                       | 岡山鉄道管理局                      | 運転以外使用車                             |                                  |                                  |                                  |                                  |                                  |                                  | 1両                              |                                   |
| 広島鉄道局                       | 広島鉄道管理局 → 中国支社           | 下関機関区                                 |                                  |                                  |                                  |                                  | 1両                              | 1両                              |                                  |                                   |
| 広島鉄道局                       | 広島鉄道管理局 → 中国支社           | 厚狭駐泊所 → 厚狭機関区                    |                                  |                                  |                                  |                                  |                                  | 5両                              | 5両                              | 宇部線                            |
| 広島鉄道局                       | 広島鉄道管理局 → 中国支社           | 宇部支区 → 駐泊所 → 宇部港駐泊所           |                                  |                                  | 9両                              | 10両                             | 9両                              |                                  |                                  | 宇部線                            |
| 広島鉄道局                       | 広島鉄道管理局 → 中国支社           | 小野田駐泊所                               |                                  |                                  |                                  | 3両                              | -                                | -                                | -                                |                                   |
| 広島鉄道局                       | 広島鉄道管理局 → 中国支社           | 小郡機関区                                 | 1両                              |                                  |                                  |                                  | 1両                              | 1両                              | 1両                              |                                   |
| 広島鉄道局                       | 広島鉄道管理局 → 中国支社           | 広島機関区 → 広島第一機関区                | 3両                              |                                  | 3両                              | 1両                              | 1両                              |                                  |                                  |                                   |
| 広島鉄道局 → 四国鉄道局          | 四国鉄道管理局 → 四国支社           | 松山機関区                                 | 1両                              | 1両                              |                                  |                                  |                                  |                                  |                                  |                                   |
| 広島鉄道局 → 四国鉄道局          | 四国鉄道管理局 → 四国支社           | 伊予大洲駐泊所                             | 1両                              | 1両                              | -                                | -                                | -                                | -                                | -                                |                                   |
| 広島鉄道局 → 四国鉄道局          | 四国鉄道管理局 → 四国支社           | 宇和島機関区                               |                                  | 7両                              | 6両                              | 7両                              | 7両                              | 6両                              | 1両                              | 宇和島線（予土線）                |
| 広島鉄道局 → 四国鉄道局          | 四国鉄道管理局 → 四国支社           | 小松島機関区 → 支区                        |                                  |                                  |                                  |                                  |                                  | 2両                              |                                  |                                   |
| 広島鉄道局 → 四国鉄道局          | 四国鉄道管理局 → 四国支社           | 徳島支区                                   | 7両                              | 11両                             | 14両                             | 8両                              | 3両                              | -                                | -                                | 牟岐線                            |
| 門司鉄道局                       | 門司鉄道管理局                      | 門司支区 → 門司港機関区                    | 5両                              |                                  |                                  | 9両                              | 8両                              |                                  |                                  |                                   |
| 門司鉄道局                       | 門司鉄道管理局                      | 東小倉機関区                               |                                  | 6両                              | 9両                              | 6両                              | 4両                              |                                  |                                  |                                   |
| 門司鉄道局                       | 門司鉄道管理局                      | 後藤寺機関区                               |                                  |                                  | 2両                              |                                  |                                  |                                  |                                  |                                   |
| 門司鉄道局                       | 門司鉄道管理局                      | 鳥栖機関区                                 |                                  | 2両                              |                                  |                                  |                                  |                                  |                                  |                                   |
| 門司鉄道局                       | 門司鉄道管理局                      | 佐賀支区 → 佐賀機関区                      | 2両                              |                                  |                                  |                                  |                                  |                                  |                                  |                                   |
| 門司鉄道局                       | 門司鉄道管理局                      | 吉塚支区 → 吉塚機関区                      |                                  |                                  | 4両                              |                                  | 7両                              | 3両                              | -                                |                                   |
| 門司鉄道局                       | 門司鉄道管理局                      | 西戸崎機関区 → 支区                        |                                  |                                  | 10両                             | 10両                             |                                  |                                  |                                  |                                   |
| 門司鉄道局                       | 門司鉄道管理局                      | 東唐津機関区 → 管理所                      |                                  | 9両                              |                                  |                                  |                                  |                                  |                                  |                                   |
| 門司鉄道局                       | 門司鉄道管理局                      | 西唐津機関区                               |                                  | 2両                              | 1両                              | 1両                              |                                  |                                  |                                  |                                   |
| 門司鉄道局                       | 門司鉄道管理局                      | 運転以外使用車                             |                                  |                                  |                                  | 3両                              | 2両                              |                                  |                                  |                                   |
| 門司鉄道局                       | 熊本鉄道管理局                      | 熊本機関区                                 |                                  |                                  |                                  |                                  | 1両                              | 2両                              | 2両                              | 高森線                            |
| 門司鉄道局                       | 熊本鉄道管理局                      | 高森駐泊所                                 | 2両                              | 2両                              | 2両                              | 2両                              | 2両                              | -                                | -                                | 高森線                            |
| 門司鉄道局                       | 大分鉄道管理局                      | 南延岡機関区                               | 2両                              | 3両                              | 3両                              | 4両                              | 3両                              | 2両                              | 2両                              | 日ノ影線（高千穂線）              |
| 門司鉄道局                       | 大分鉄道管理局                      | 豊後森機関区                               | 1両                              |                                  | 2両                              |                                  |                                  |                                  |                                  | 宮原線、C11形で代替               |
| 門司鉄道局                       | 鹿児島鉄道管理局                    | 鹿児島機関区                               | 3両                              | 5両                              | 5両                              | 5両                              | 3両                              | 3両                              | 3両                              |                                   |
| 門司鉄道局                       | 鹿児島鉄道管理局                    | 杉安駐泊所                                 | 2両                              | 2両                              |                                  | -                                | -                                | -                                | -                                | 妻線                              |
| 門司鉄道局                       | 鹿児島鉄道管理局                    | 宮崎機関区                                 | -                                | -                                | 2両                              | 2両                              | 2両                              | 1両                              |                                  | 指宿枕崎線                        |
| 門司鉄道局                       | -                                   | 門司鉄道局その他                           | 4両                              | -                                | -                                | -                                | -                                | -                                | -                                |                                   |
| 計                               | 計                                  | 計                                         | 129両                            | 171両                            | 180両                            | 194両                            | 123両                            | 81両                             | 46両                             |                                   |
| 1. 2. 3. 4. 5.                   |                                     |                                            |                                  |                                  |                                  |                                  |                                  |                                  |                                  |                                   |

## 譲渡
本形式の鉄道省・国鉄からの譲渡は、次の5両である。
- 相模鉄道（現・相鉄本線部分）[49]
  - C12 56 - 1944年相模鉄道C12 56 → 1950年茨城交通湊線・C12 56 → 1951年雄別炭礦鉄道・C12 56 → 1958年雄別炭礦尺別鉄道・C12 56（1970年廃車）
- 三井鉱山三池港務所[76]
  - C12 97 - 1944年三井鉱山三池港務所C12 97 → 日本炭砿高松鉱業所C12 97 → 改番C1203（1965年廃車）
- 徳山曹達新南陽工場[77]
  - C12 98 - 1944年徳山曹達新南陽工場・番号不明[注釈 13]（廃車年不明）
- 雄別炭礦尺別鉄道[79]
  - C12 96 - 1960年雄別炭礦尺別鉄道（1970年廃車）
- 明治礦業庶路鉱業所[80]
  - C12 14 - 1962年明治礦業庶路鉱業所[81]C12 14（廃車年不明）

## 外地におけるC12形
同じく外地に渡ったC56形についてはタイで数多く保存され、日本に戻ってきたものもあるのに対して、C12形については日本に戻ってきた例はない。

### 軍の要請による供出
C12形はC56形とともに軽量小型を買われ、戦時中の作戦に用いるため軍へ供出された。本形式の供出に伴う特別廃車の状況は次のとおり。
- 華北交通
  - 1938年（40両） - C12 101 - 140（5月に15両、8月に20両、11月に5両）
  - 1939年（20両） - C12 141 - 160（3月に全20両）
- ジャワ島
  - 1943年（2両） - C12 94, 168（11月および12月に各1両）

なお、C12 109, 159, 160が陸軍に供出されたのち、海軍に転換されたとする文献もある。

#### 華北交通
1938年（昭和13年）から1939年（昭和14年）にかけて60両が陸軍に供出され、1m軌間に改造されて中国華北地方の日中合弁会社である華北交通の石太線に送られてプレA形となり、同線が標準軌に改軌された後は同蒲線で使用されている。1945年（昭和20年）に華北交通の路線は終戦に伴い国民政府交通部に接収され、その後中華人民共和国鉄道部では本形式はPL51形に改称されている。華北交通への供出にあたっての改造内容は以下のとおり。
- 動輪のタイヤを幅広の特殊形のものに交換し、1000 mm軌間に対応。
- 先輪および従輪は動輪同様のタイヤの交換もしくは車軸の交換により、1000 mm軌間に対応。
- 上記により左右間隔が狭まった動輪との干渉を避けるため、第1・第2動輪の担ばねを上ばね式から下ばね式に改造するとともに、火室下部および外火室を一部切欠き。
- 排障器および基礎ブレーキ装置を改造して1000 mm軌間に対応。
- 連結器を、中央に緩衝器、その左右にフックとリングを配したねじ式連結器に交換。
- 炭庫を上部に継ぎ足し、石炭搭載量を約2.8 tに拡大。

PL51形は1956年（昭和31年）に同蒲線が標準軌に改軌されるまで使用された。その後、うち9両が1958年（昭和33年）に1000 mm期間の路線が多いベトナムに譲渡され、ベトナム国鉄131形として使用されている。その後、2002年（平成14年）まで131-436（元C12 106）がタイグエン省の鉱山と製鉄所間の専用線で使用されている。また、131-428（元C12 119）がベトナム南部の避暑地ラムドン省ダラットの山岳鉄道で観光用に使用され、現在では静態保存されている。

#### ジャワ島
1943年（昭和18年）には海軍に2両が供出され、1067 mm軌間のままジャワ島に送られている。戦後はインドネシア国鉄に編入され、C32形 (C3201 - 02) となって、1970年代まで使用された。

### 樺太
恵須取鉄道（未成線、恵須取 - 塔路間）の建設用に1941年（昭和16年）に用意されたC12 1 - 4のうち、導入後に樺太庁鉄道に譲渡されたC12 1は1943年（昭和18年）4月1日、樺太の内地編入に伴い樺太庁鉄道が鉄道省に編入されたためC12 265となり、残りの3両 (C12 2 - 4) は1944年（昭和19年）9月1日の恵須取鉄道の鉄道省への譲渡に伴い買収されてC12 271 - 273となった。このほか、大谷 - 内渕間の樺太人造石油内渕鉄道に1両が製造されてC1211となり、のちにC121に改番されている。これらは1945年（昭和20年）、日本が太平洋戦争に敗戦するとともにソビエト連邦に接収され、以後の消息は明らかでなく、C12 265, 271 - 273は書類上は1946年（昭和21年）3月31日付で廃車となっている。

### 台湾
日本が領有していた台湾の台湾総督府鉄道向けに1936年（昭和11年）と1942年（昭和17年）に計7両が日本車輌製造で製造され、C12形 (C12 1 - 7) として使用された。台湾のC12形には日本のC56形と同様の除煙板が装備されている。
太平洋戦争後は台湾鉄路管理局が接収し、CK120形 (CK121 - 127) と改称され、引続き支線区で使用されていたが、1979年（昭和54年）6月の西部幹線電化に伴い廃車され、CK124が動態保存されている（後述）。

### 海南島
日本窒素肥料が開発した石緑鉄鉱山から、積出港である八所港にあった海南原鉄の原鉄工場まで58.9 kmの専用鉄道である日本窒素海南興業石碌鉄道において、建設工事の頃から2両が使用されていた。1942年（昭和17年）から1944年（昭和19年）にかけて陸軍に供出され、同鉄道で使用されていた5両の
D51形 (D51 621, 632 - 635) とともに太平洋戦争後の消息は不明である。なお、1945年（昭和20年）の海南島における日本軍から国民政府軍への引継資料にはC12形が軍用鉄道に1両、石原産業田独鉄道に7両、日本窒素石碌鉄道に2両の計10両が残存していた旨が掲載されている。

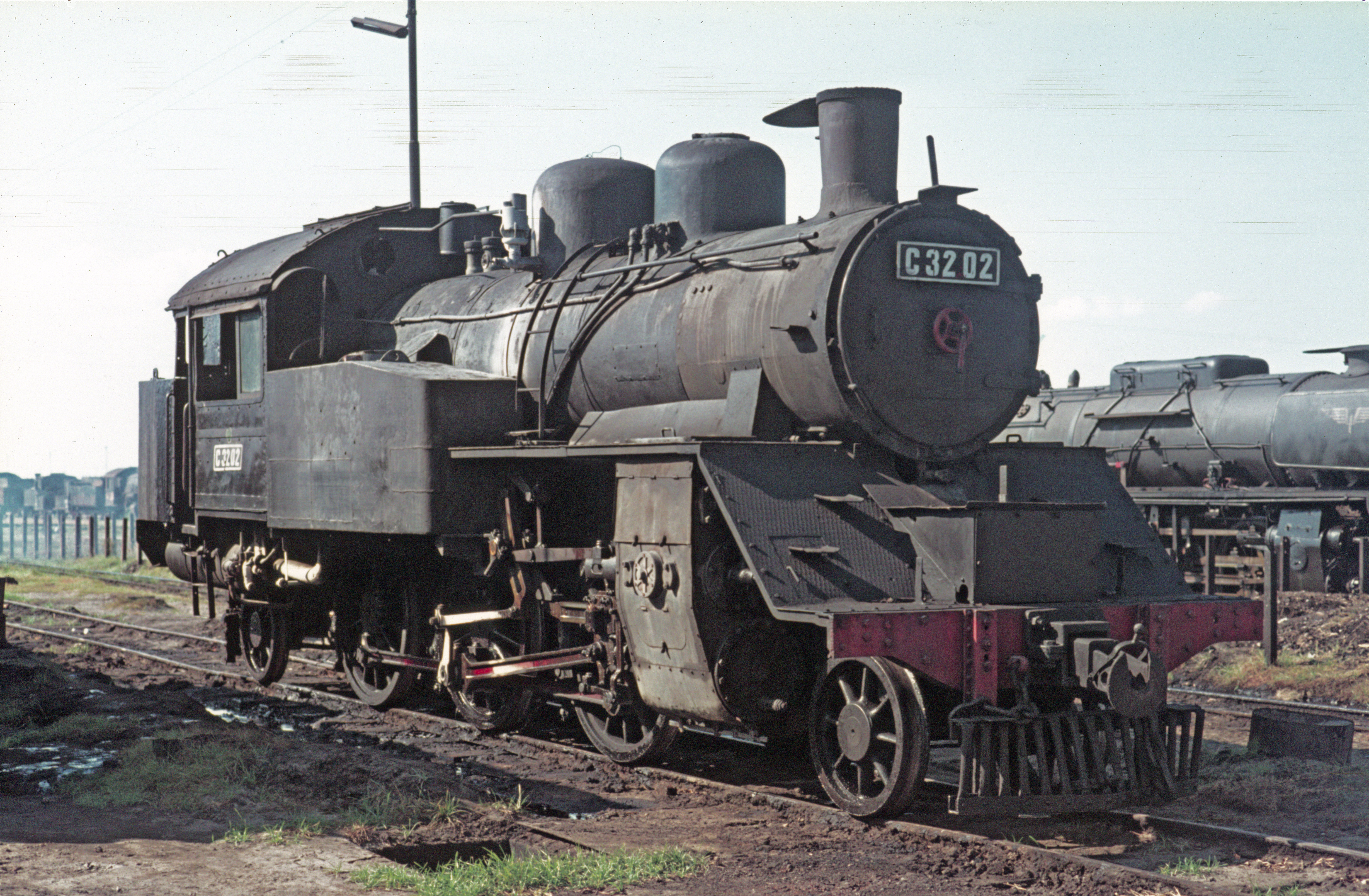
C32 02、インドネシア、スラバヤ、1972年 8月
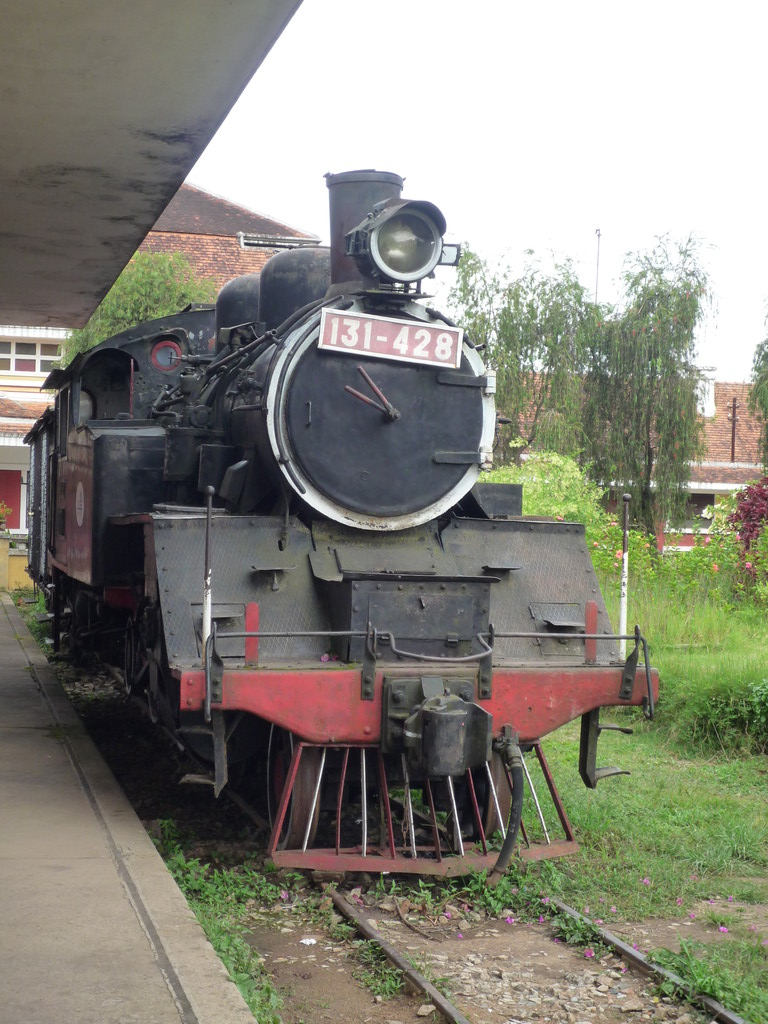
ベトナムのダラットに保存されている131-428、元C12 119とされている、2008年
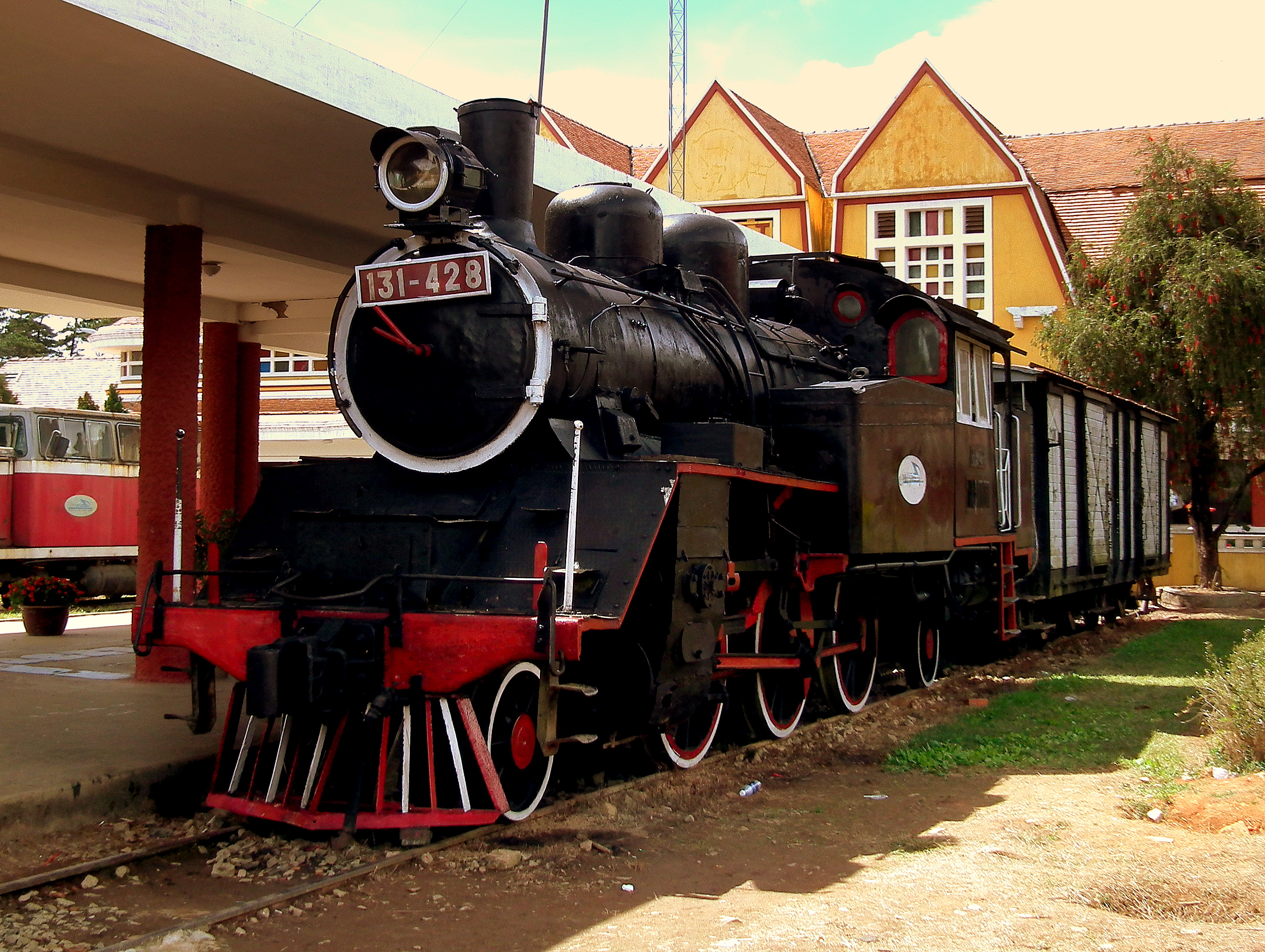
同じく131-428、排障器の設置や運転室の改造がされている、2012年
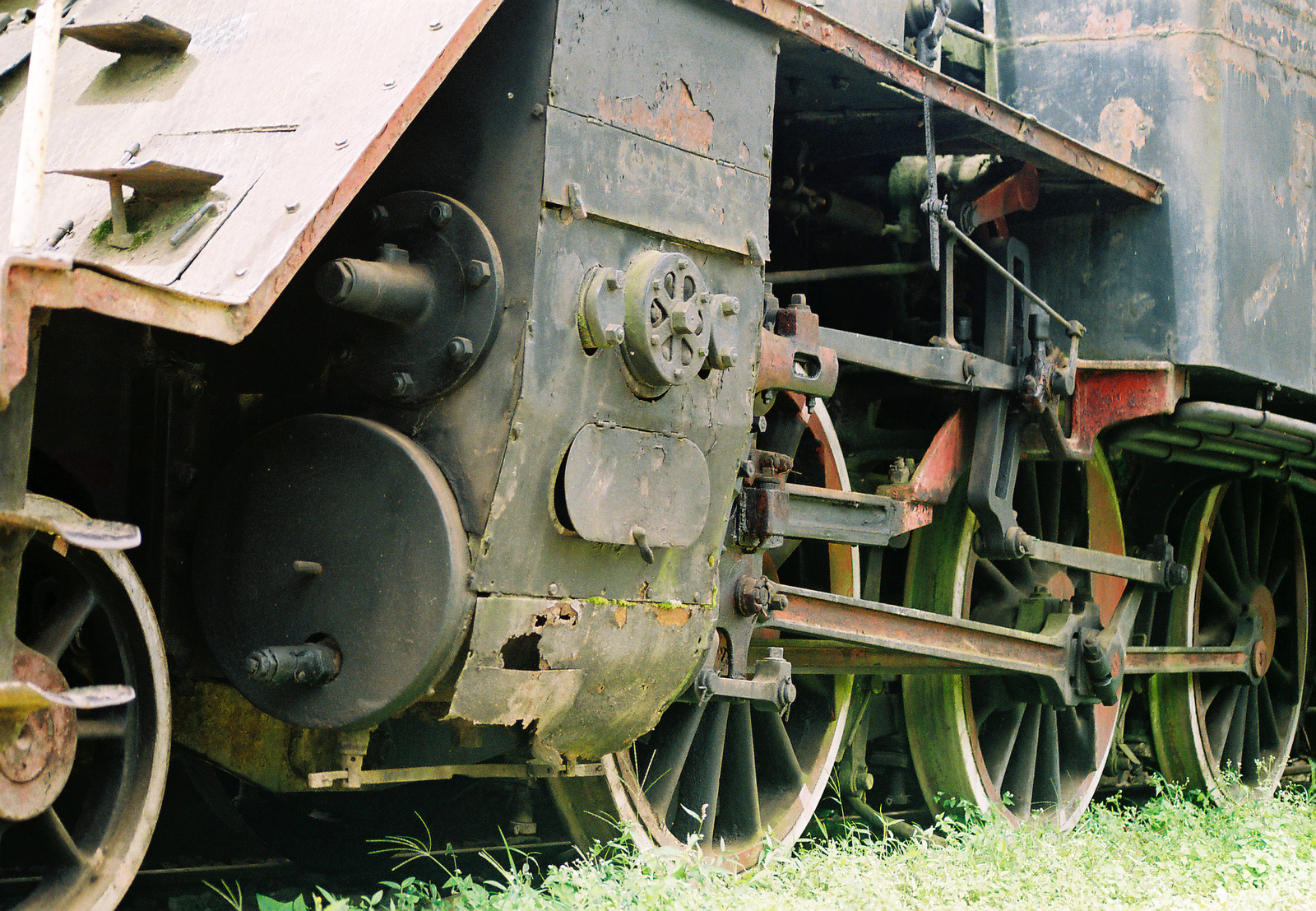
幅広のタイヤを使用して1 m軌間用に改造されている131-428、2011年
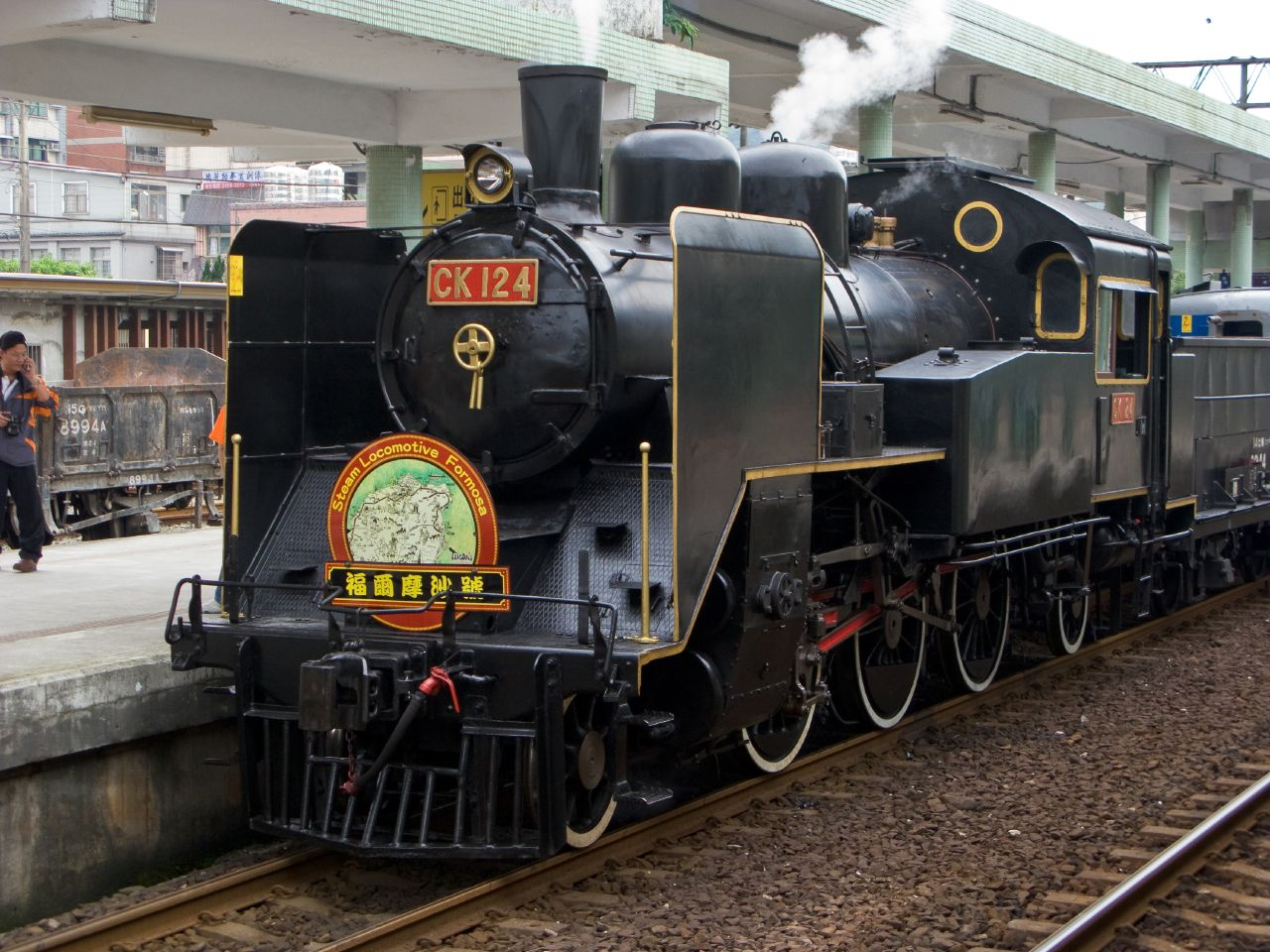
台湾で動態保存されているCK124、2008年
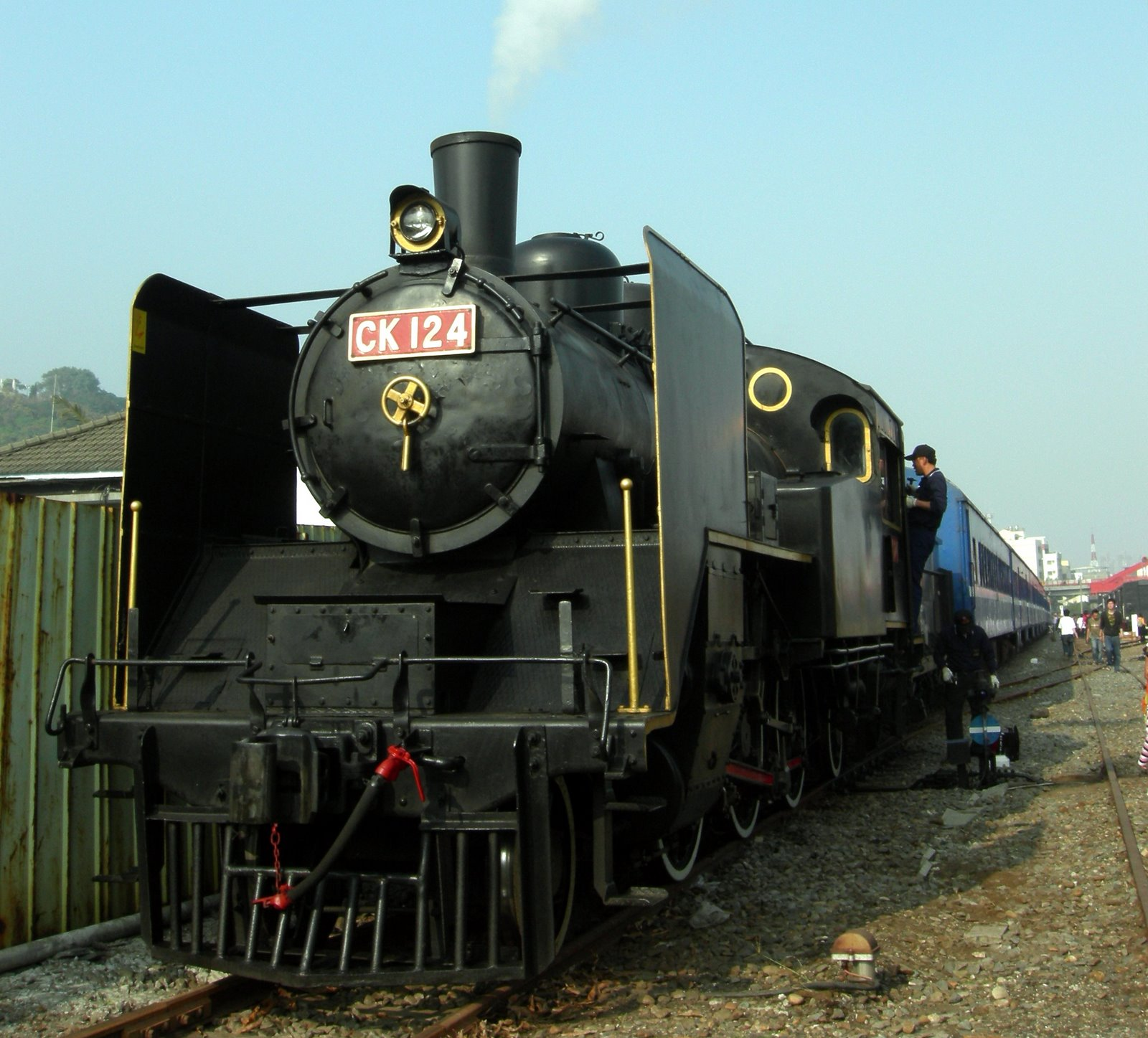
同じく動態保存されているCK124、排障器と除煙板が特徴、2007年

## 保存機
蒸気機関車末期まで使用された形式であるが梅小路蒸気機関車館には収蔵されなかった一方で、各地で静態保存され、そのうちの2両が動態復元された。現在、動態保存されているのは1両である。

### 動態保存機

#### C12 66
真岡鐵道でC12 66が動態保存されている。1933年（昭和8年）11月29日に日立製作所笠戸工場で落成（製造番号 517）。同年12月8日に鹿児島機関庫に新製配置されてからは、指宿線（現・指宿枕崎線）で使用された。1937年（昭和12年）12月に小牛田運転区、1938年（昭和13年）2月8日に宮古機関区、1939年（昭和14年）9月17日に釜石機関区、同年11月12日に弘前機関区に転属した。1944年（昭和19年）10月3日に上諏訪機関区に転属してからは、上諏訪駅や岡谷駅、辰野駅などの構内の入換作業や、辰野線での善知鳥峠を走行する列車の補機に使用されたほか、飯山線にも乗り入れた。その後ディーゼル機関車の普及に伴い、1972年（昭和47年）3月22日に会津若松機関区に転属の上、郡山工場（現・郡山総合車両センター）で静態保存用に整備された。同年5月13日に川俣線で、岩代飯野駅まではC12 60と重連で、その後岩代川俣駅まで単機で走行した。翌14日付で廃車となり、同日から岩代川俣駅の跡地（その後、団地へ移動）で静態保存されていた。1991年（平成3年）ごろ、観光用の蒸気機関車牽引列車の運行を計画していた真岡鐵道が本機を選定。同年9月7日に芳賀地区広域行政事務組合（真岡線SL運行協議会）が譲り受け、真岡鐵道が借り受ける形となり、同10月5日からは真岡駅で静態保存されていた。1992年（平成4年）12月18日に大宮工場（現・大宮総合車両センター）へ入場し、1993年（平成5年）2月16日に動態復元工事が開始された。同年11月17日に火入れ式が行われ、同12月7日に同工場で構内試運転が行われた。1994年（平成6年）1月14日付で車籍編入し、同年2月7日に真岡鐵道へ入線し、同月16日に試運転を開始。翌3月27日に下館 - 茂木間の「SLもおか」として営業運転を開始した。
JR東日本乗入れ用のATS-SNを装備し、定期検査を受け持つ大宮総合車両センターにおいて、例年5月開催の鉄道のまち大宮 鉄道ふれあいフェアのイベントに貸出されており、2014年（平成26年）の同センターの創業120周年に際しては、試験線で旧型客車3両およびDE10形を連結し、体験乗車を行った。また、1998年（平成10年）11月24日から約1か月間、JR北海道に貸し出され、NHK連続テレビ小説『すずらん』の撮影用の列車として、同時に貸し出された高崎運転所（現・ぐんま車両センター）の旧型客車2両とともに留萌本線で運転された。

### 上記以外の動態保存機
台湾ではCK124が動態保存されている。かつては新北投線の新北投駅で静態保存されており、1988年（昭和63年）の新北投線廃止と台北捷運淡水線の工事開始に伴い、北投駅に隣接していた職員訓練施設に移設された。その後2000年（平成12年）に台北工場で動態復元ののち、同年6月9日に運転が開始され、現在は彰化扇形庫を基地として台湾各地で不定期で運転されている。
鳥取県の若桜鉄道若桜駅に置かれているC12 167は、圧縮空気を動力として構内で自力走行を行うための整備が実施され、駅構内の展示線で運転されており、将来的に本来の動態保存機としての復元するための募金活動が行われている。
明知鉄道明智駅展示のC12 244はリニア中央新幹線の開業に合わせて営業運転を行うために復元する計画があり、2015年（平成27年）8月10日には明智駅構内で圧縮空気を使用してデモ走行を行い、以降車掌車ヨ8000形（ヨ18080）を牽引する体験乗車を行っている。

### 過去の動態保存機
下記の1両が動態保存機から静態保存機となった。

#### C12 164
大井川鐵道で動態保存されていた。1937年（昭和12年）9月に日本車輌製造で落成（製造番号 484）。同年9月12日に上諏訪機関区に新製配置された。1949年（昭和24年）3月1日に岡山機関区に転属してからは、入換作業や貨物列車に使用され、1961年（昭和36年）3月31日に厚狭機関区に転属してからは、宇部線等で石灰石輸送列車に使用され、1973年（昭和48年）3月31日に運用を終了した。同年9月20日に木曽福島機関区で廃車となり、同月24日に本川根町（現・川根本町）に無償貸与された。同日に大井川鉄道（現・大井川鐵道）へ入線し、同年10月から千頭駅構内で静態保存されていたが、のちに動態復元工事を受け、走行が可能となった。1976年（昭和51年）7月9日からSL急行「かわね路号」として営業運転されているC11 227の予備機となった。単機で運用されたほか、同鉄道保有の蒸気機関車との重連運転や一部区間の後部補機にも使用された。検査期限切れのため、1984年（昭和59年）5月に休車となり、千頭駅構内で保管されたが、公益財団法人「日本ナショナルトラスト」が本機を購入することが1985年（昭和60年）11月15日に決定され、1986年（昭和61年）ごろから募金活動が行われた。市民の募金で1987年（昭和62年）2月に購入し、同月25日に国鉄との車両取得手続きが完了した。同年4月28日に新金谷車両区へ回送され、同5月14日に再度動態復元工事を開始。7月24日に労働省（現・厚生労働省）からボイラーの認可を、運輸省（現・国土交通省）から車両設計の認可を受けた本機は、同日に試運転を実施。翌25日に運行を開始した臨時SL急行「トラストトレイン」の牽引で、運用を再開した。同列車としての運用は1か月に1回であったが、かわね路号等にも使用されたこともある。しかし、2005年（平成17年）からのATS設置義務化に対応していなかったため、同年4月23日のトラストトレインをもって運用を終了。翌24日から休車となった。日本ナショナルトラストは、ATS設置費用確保のための募金活動を同6月から実施したが、必要額の半分程度しか集まらず、その後の検査でボイラーの不具合も判明したため、静態保存に変更することを募金協力者に通知した。大井川鐵道に塗装を整備され、2011年（平成23年）10月7日からは新金谷駅構内の転車台での展示機となっている。2016年（平成28年）9月28日に、大井川鐵道が日本ナショナルトラストと同年9月1日付で寄託契約を締結し、再び動態保存を目指す方向で調整することについて合意をした。

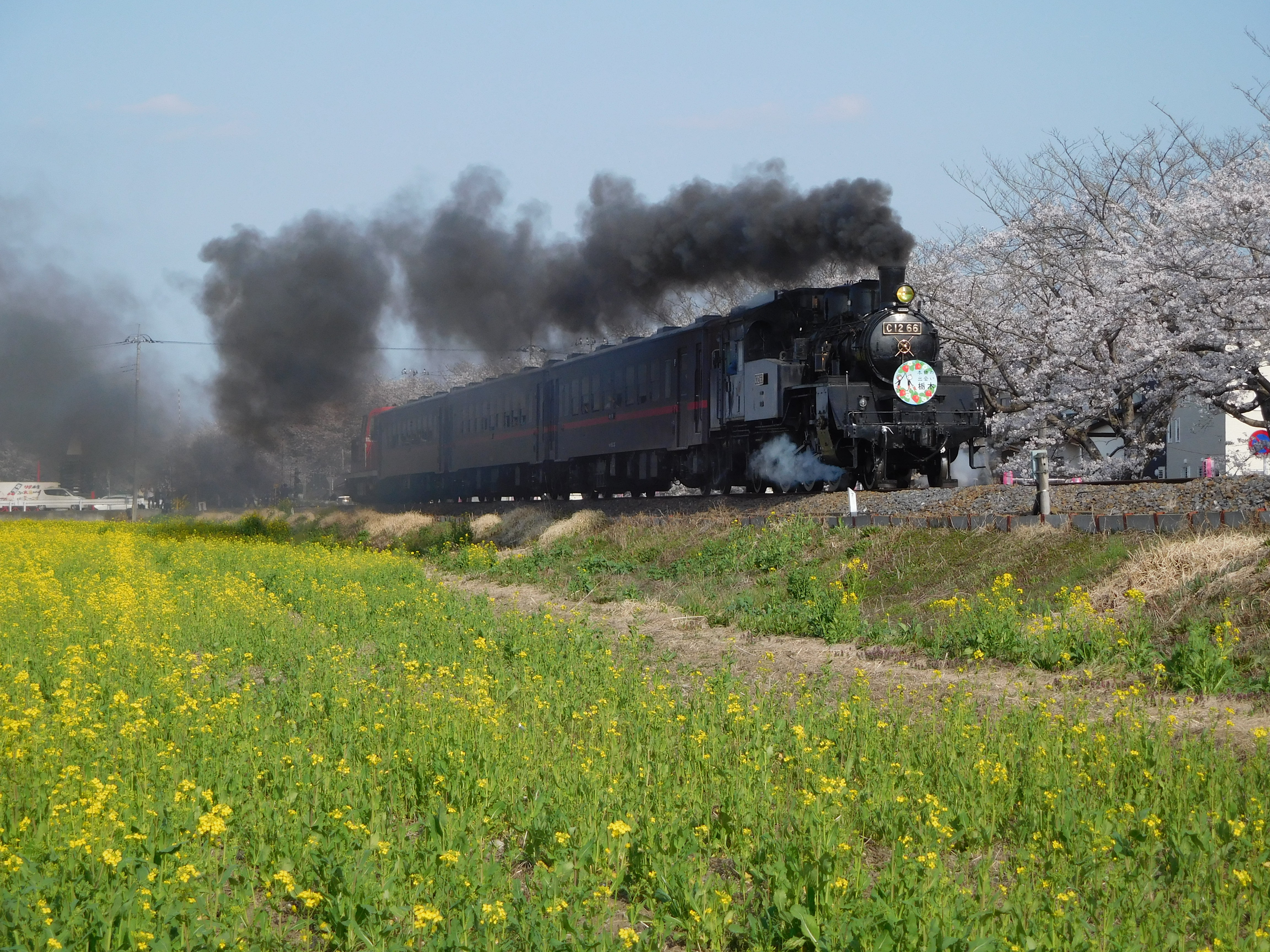
真岡鐵道所有の動態保存機C12 66、北真岡 - 西田井間、2018年
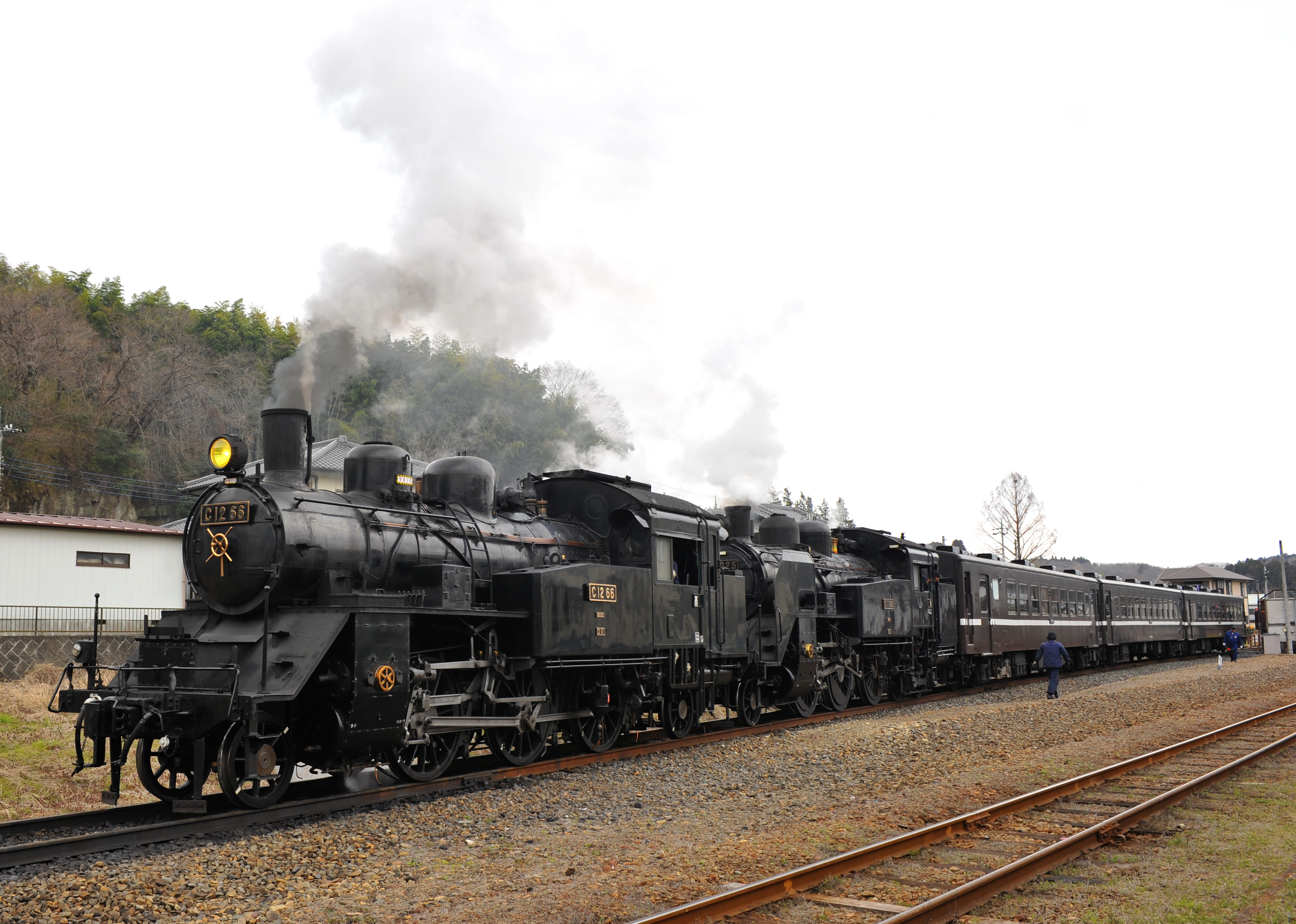
C12 66と予備機のC11 325の重連、茂木駅、2010年
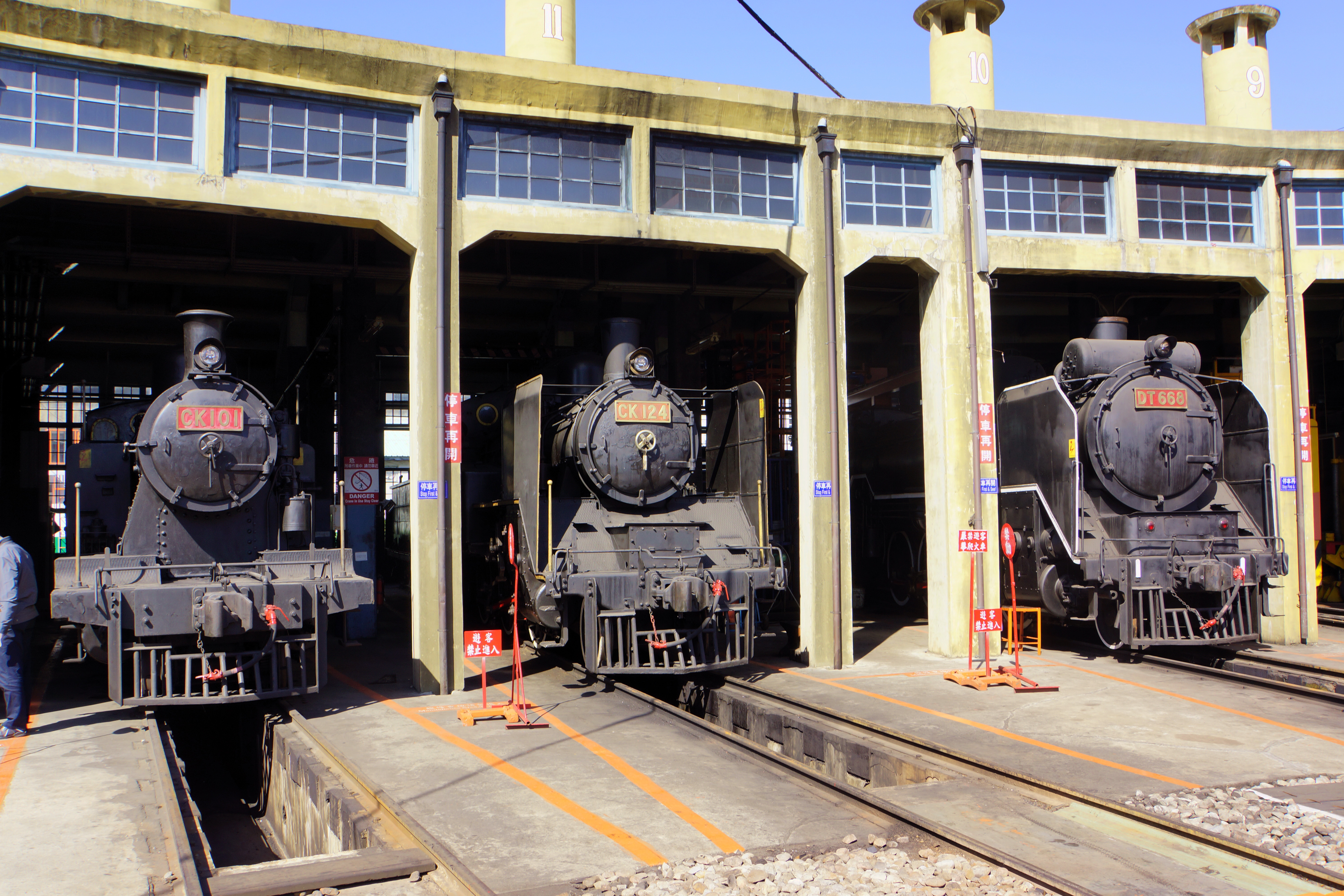
台湾の彰化扇形庫で並ぶ動態保存機3両、CK124（中央）、CK101、DT668、2014年
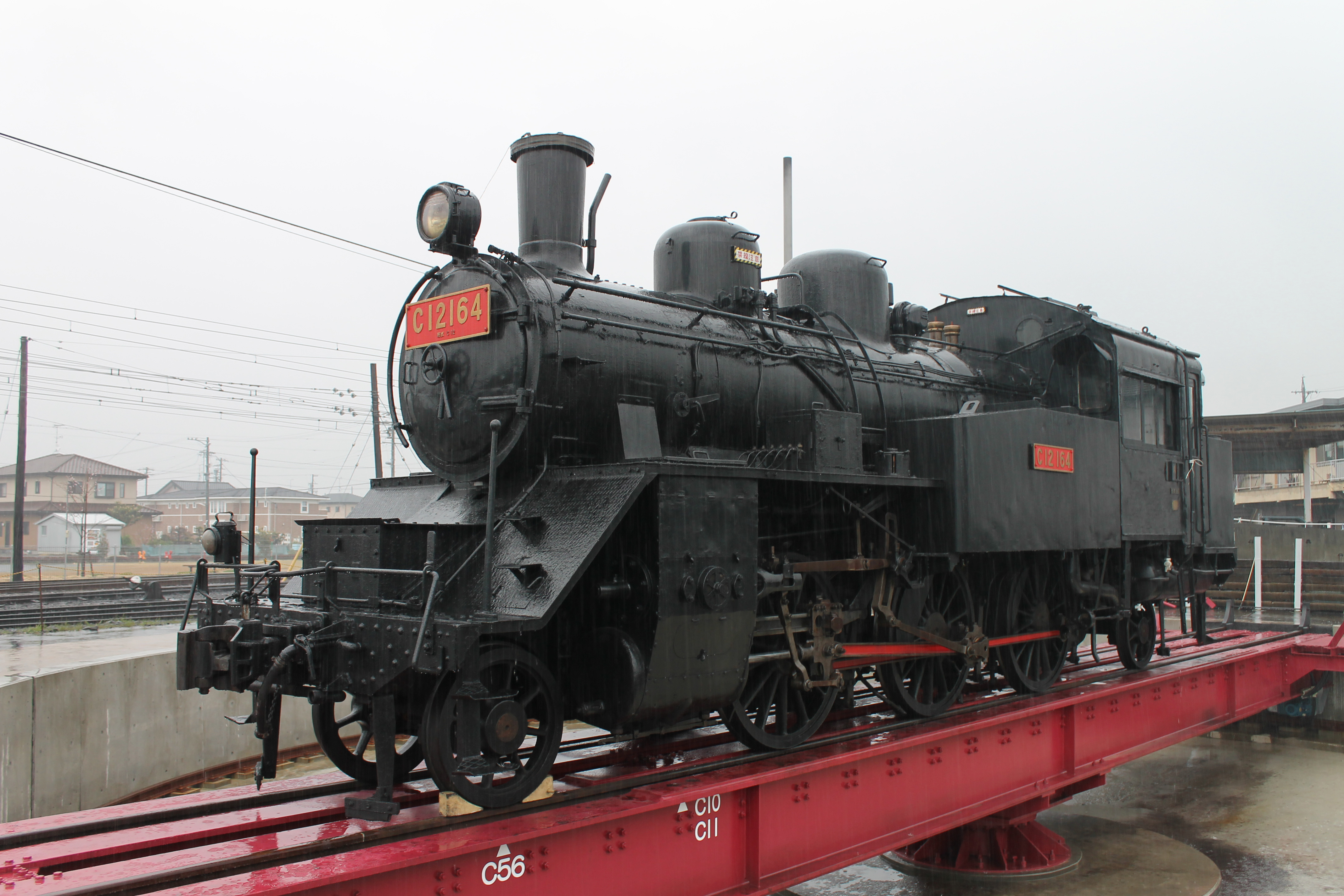
一時大井川鉄道で動態保存されたのち、新金谷駅構内で静態保存されているC12 164、2012年
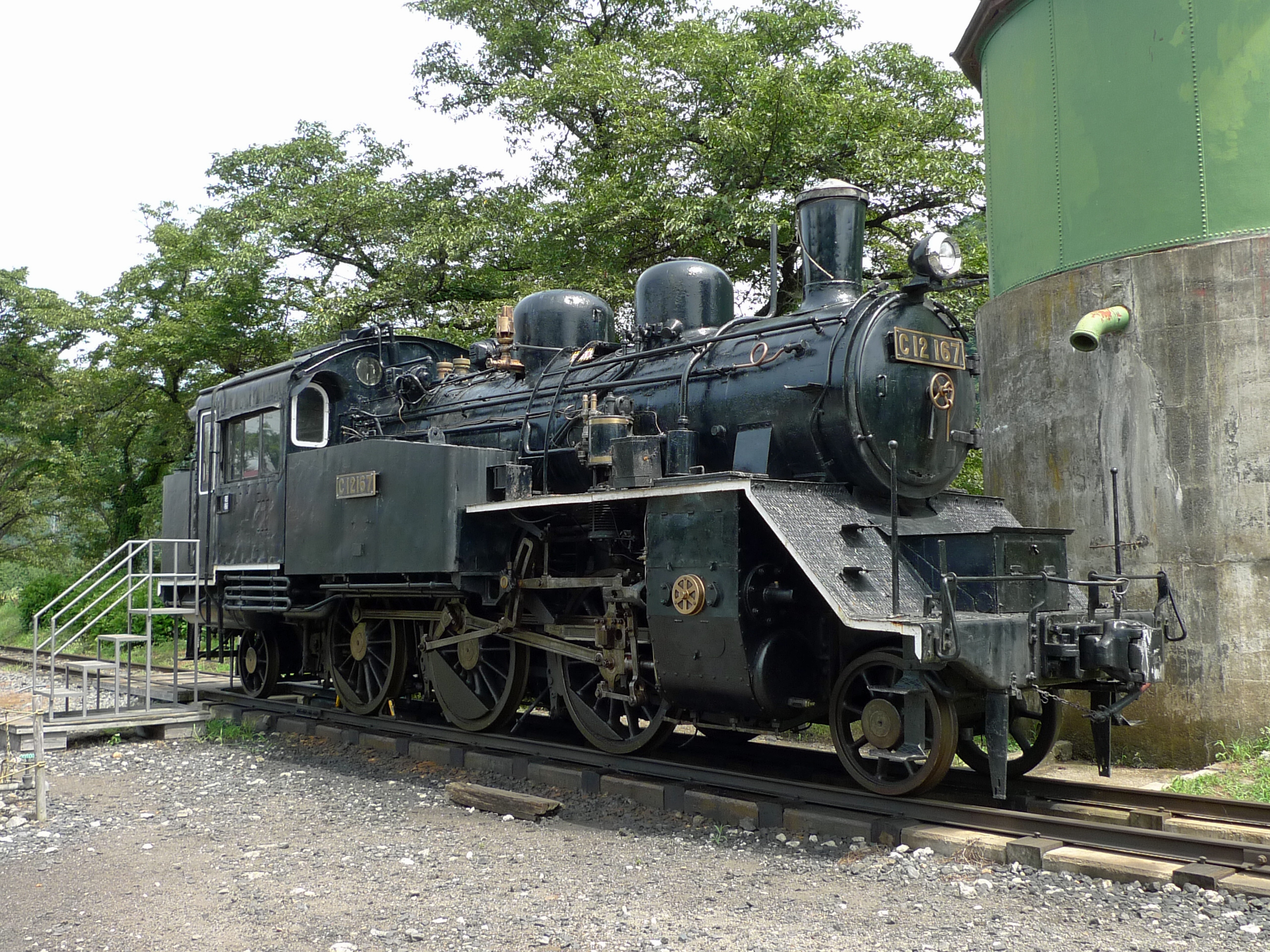
若桜鉄道で動態保存に向けて活動が進められているC12 167、2011年

### 静態保存機
各地で静態保存されている機体は下表のとおり。当初は30両以上が保存されており、2018年（平成30年）時点でも23両が静態保存されている。
| C12形静態保存機一覧 | C12形静態保存機一覧  | C12形静態保存機一覧                                                 | C12形静態保存機一覧 |
| 画像                | 番号                 | 所在地                                                              | 備考 |
| ------------------- | -------------------- | ------------------------------------------------------------------- | --- |
|                     | C12 2                | 北海道三笠市幌内町2丁目287 三笠鉄道記念館                           | 現存するC12形の中で最若機。 |
|                     | C12 6                | 北海道小樽市手宮1丁目3-6 小樽市総合博物館                           | |
|                     | C12 60               | 福島県福島市飯野町字境川19-2 福島市飯野学習センター                 | |
|                     | C12 187              | 茨城県久慈郡大子町大字大子 常陸大子駅前                             | 1938年日本車輌株式会社名古屋工場製造 最初の配属は、 門司鉄道管理局西唐津機関区 豊後森機関区・宮崎機関区。鹿児島機関区で指宿枕崎線を走る。後部ライトは変形の2つ目、通風孔の片側にライトを設置。炭庫はキャブ屋根近くまで延長。 1967年7月鹿児島機関区から､ 水戸機関区に移った。 |
|                     | C12 49               | 群馬県桐生市宮本町4丁目1-1 桐生が岡公園遊園地                       | 国内唯一の川崎車両製C12。1934年に桐生に新製配置されて以来、1968年に廃車になるまで終始桐生を離れなかった。足尾線の無煙化より一足早く廃車になり、桐生市内の公園に保存された。46～48までの足尾線のC12はいずれも無煙化の前後に廃車となったが、残念ながら保存はされなかった。 |
|                     | C12 29               | 埼玉県さいたま市大宮区吉敷町1丁目118 山丸児童公園                   | 新製配置は横浜だが、米子の分庫、出雲三成に移った。後に北海道に渡り滝川・渚滑などに所属。内地へ戻り、大宮工場の入換機となった。昭和44年廃車。鉄道工場専用で、晩年は事故防止のためにエンドビームや背面などにゼブラ塗装がなされ、炭庫・水タンクの上面に黄色いラインが入っていた。C12 66復元整備で一部部品の交換を実施。汽笛が欠落している                                                                        |
|                     | C12 85               | 埼玉県和光市諏訪3-20 和光市立第四小学校                             | 戦前から昭和30年代初めまで木更津で使用され久留里線などを走り、その後は大宮工場の入換機としてC11 322号機やC12 29号機と共に使用された。大宮工場専用機特有の「鐘」を装備しており、掴み棒や細かい装備が特徴的。 |
|                     | C12 287              | 千葉県君津市末吉128 小櫃公民館                                      | 九州で働き、晩年は鹿児島を経て南延岡廃車。高千穂線の貨物と南延岡の入換を担当した。バック通風孔などが特徴。 鹿児島本線で轢死体を発見して遅延。指宿線西鹿児島駅を発進した直後に客車から発煙したり、前之浜駅にて入換中に車掌が機関車から足を滑らせて胸部打撲するなど、事故に見舞われた。 |
|                     | C12 88               | 新潟県糸魚川市中央2 糸魚川C12SLパーク                               | 2014年（平成26年）12月に北陸新幹線開通に先立ち周囲を公園として再整備した際に糸魚川小学校より移設 |
|                     | C12 5                | 山梨県韮崎市藤井町北下条2531 韮崎中央公園                           | 1933年汽車製造落成 シリンダ排水弁折損や先台車補強部に亀裂など、初期不良あり。北海道各地や軽井沢と甲府で入換専用機として働く。さよなら列車信玄号担当後、廃車。当初は甲府城公園に保存されていたが、整備に伴い2000年（平成12年）に現在地へ移転 |
|                     | C12 67               | 長野県茅野市仲町12 茅野駅東口広場                                   | C12 66号やC12 171号と共に信濃大町や松本など信州で働いた機関車。諏訪地区の無煙化すると中津川区へと移動する。入換え作業や明知線の急勾配で貨物を担当した。 |
|                     | C12 171              | 長野県諏訪郡下諏訪町清水町2 あすなろ公園                            | 上諏訪区と木曽福島で働く。煙室前面やフロントデッキ、背面をゼブラ塗装を施す。C12 66号やC12 164号、D51 1号やC56 160号、D51 200号とも働く |
|                     | C12 199              | 長野県塩尻市奈良井2 奈良井宿駐車場（権兵衛橋たもと）                | 除煙板付き |
|                     | C12 164              | 静岡県島田市金谷東2丁目1112-2 大井川鐵道新金谷駅                    | 日本ナショナルトラスト所有の元動態保存機。上記参照。 |
|                     | C12 208              | 静岡県榛原郡川根本町千頭1216-5 大井川鐵道千頭駅                     | 廃車後は養老ランドで静態保存されていたが、1994年（平成6年）2月8日に同所から搬出され、翌9日に大井川鉄道へ搬入された。同鉄道が部品取り機として購入したもので、2000年（平成12年）と2007年（平成19年）にC56 44への部品転用を終えた後は、新金谷駅構外側線に留置されていた。 2015年（平成27年）1月に千頭駅へ移動。『きかんしゃトーマス』のキャラクター「パーシー」の姿に改装され、同年4月21日からは展示機となった。 |
|                     | C12 74               | 岐阜県恵那市長島町中野2丁目2-5 恵那市中央図書館                     | 現存唯一の三菱造船所製C12 |
|                     | C12 163              | 岐阜県加茂郡七宗町2 蒸気機関車展示館（高山本線上麻生駅前）          | 建物内に保存されており非公開であるが、 平日の9時から16時までの間に限り、七宗町役場に申込書を提出することで見学できる。 |
|                     | C12 244              | 岐阜県恵那市明智町445-2 明智駅                                      | 2013年（平成25年）12月に明智小学校より移設された。 車籍はないが、圧縮空気を使用し明智駅構内の線路を走行することが可能で、年に数回、乗車体験を開催している。 |
|                     | C12 69               | 愛知県安城市新田町池田上1 安城市総合運動公園                        | |
|                     | C12 230              | 愛知県西尾市山下町泡原70 西尾公園                                   | 西日本を中心に働く 加古川や中津川へ移動、明知線で運用。木曽福島で廃車。キャブ後背面にある二ケ所のルーバーが特徴。バック運転の際に風を取入れるのもので、少し奥まった運転室の妻面にある。鉄道100年を記念して制作された国鉄の映画に出演した。 |
|                     | C12 38               | 静岡県島田市 東海汽缶蒸気機関車整備工場                             | 2024年7月までは大阪府大阪市の共栄興業大阪南港物流加工基地で保存されていた。 2024年7月から新天地での保存のため東海汽缶蒸気機関車整備工場で整備されている。 |
|                     | C12 167              | 鳥取県八頭郡若桜町大字若桜 若桜鉄道若桜駅                           | 2007年（平成19年）8月7日までは、兵庫県多可郡多可町加美区の多可町加美地域局（旧加美町役場）に保存されていた。 車籍はないが、圧縮空気を使用し若桜駅構内の線路を走行することが可能で、年に数回、展示運転を行っている。 |
|                     | C12 280              | 徳島県小松島市小松島町1-13 小松島ステーションパーク                 | 小松島客貨車区跡の現在地に客車オハフ50 272と連結して保存されている。 |
|                     | C12 231              | 愛媛県喜多郡内子町内子 内子駅前                                     | 2014年（平成26年）12月にある鉄道愛好家により修復された。 |
|                     | C12 259              | 愛媛県宇和島市和霊公園                                              | |
| （左側）            | C12 222              | 福岡県北九州市小倉北区金田3丁目1-1 九州旅客鉄道小倉総合車両センター | かつては福岡市東区の和白小学校内で保存されていたが、 老朽化が進行したため2003年（平成15年）7月1日に搬出され、小倉総合車両センターで修復ののちにクハ481-256と一緒に保存されている。 |
|                     | 島原鉄道 C1201       | 長崎県島原市弁天町2丁目7341 霊丘神社                                | 現存唯一の私鉄向けC12形、除煙板付き。C1206にC1201のナンバープレートを取付けたものとする説がある。 |
|                     | C12 241              | 熊本県阿蘇郡高森町大字高森 南阿蘇鉄道高森駅前                       | 保存開始時にC57 65より移設した門鉄式除煙板K-5型改を装備する。 |
| C12 64              | C12 64               | 宮崎県都城市今町7492-6 今町鉄道記念公園 （旧志布志線今町駅跡）      | |
|                     | C12 225              | 鹿児島県霧島市 霧島高原国民保養センター ※解体済                     | 2008年（平成20年）暮れに解体撤去、解体後にプレートのみをJR九州鹿児島車両センターに返却。 |
|                     | ベトナム国鉄 131-428 | ベトナム · ラムドン省ダラット・ダラット駅                           | 元鉄道省C12 119。 |